# Kościół katolicki w Polsce

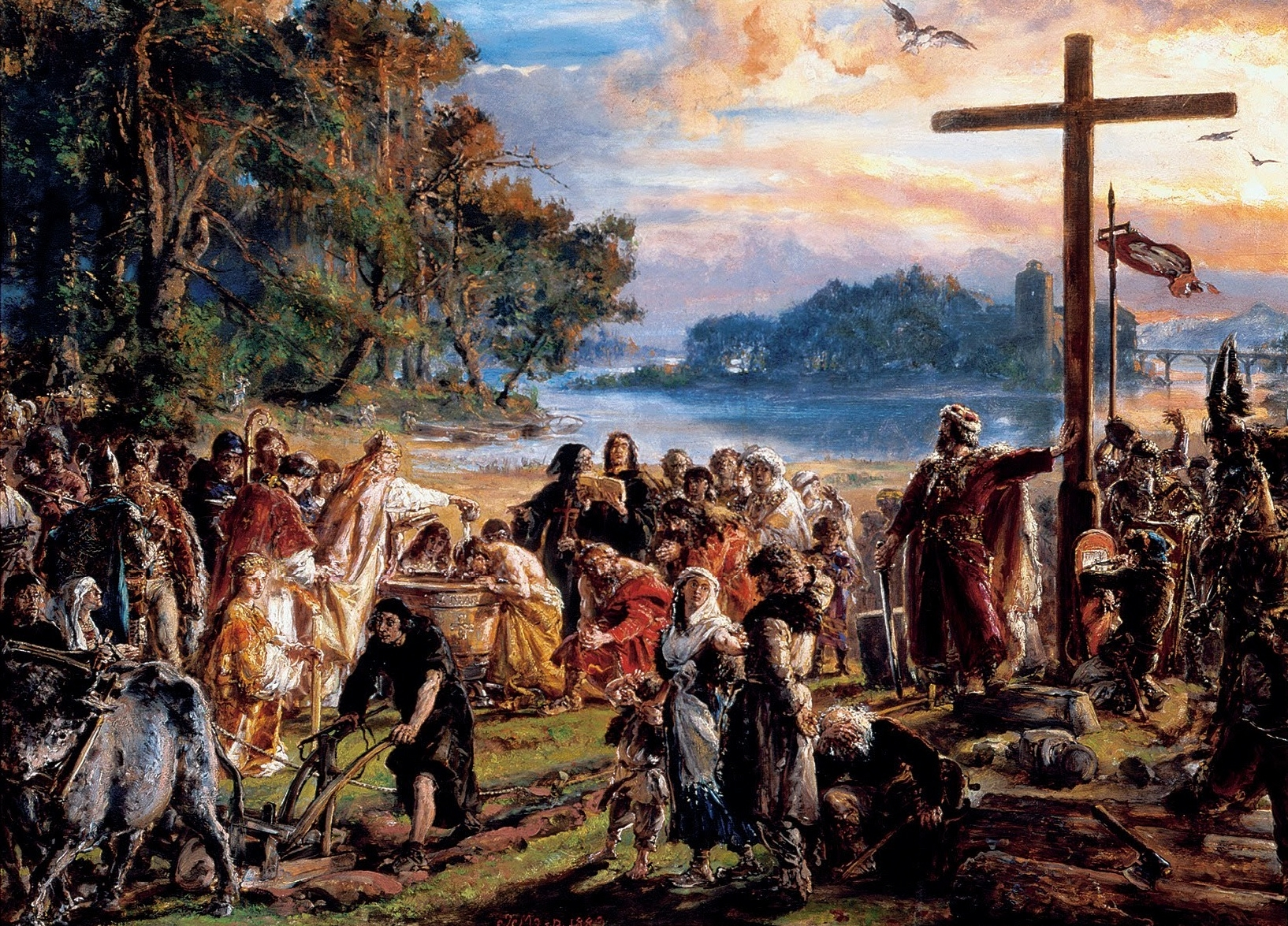
Jan Matejko, Zaprowadzenie chrześcijaństwa, 1889

Kościół katolicki w Polsce – największa wspólnota wyznaniowa w Polsce, kierowana przez biskupów należących do Konferencji Episkopatu Polski. Od 2024 roku przewodniczącym Konferencji Episkopatu Polski jest Tadeusz Wojda, arcybiskup metropolita gdański. Przynależność do Kościoła Katolickiego w Polsce deklaruje ok. 27,1 mln osób, co stanowi 71,3% populacji (Narodowy Spis Powszechny z 2021 roku).
Według danych Instytutu Statystyki Kościoła Katolickiego w 2023 roku regularnie, w niedziele i święta nakazane we Mszach Świętych uczestniczyło 29% zobowiązanych wiernych (niespełna 8 mln katolików), a 14% przystępowało w te dni do komunii świętej (zobacz dominicantes i communicantes w Polsce). W 2023 roku liczba parafii wynosiła 10344. Księży diecezjalnych było wówczas  23612, kleryków 1039, kapłanów i braci należących do zakonów 7732, 102 diakonów stałych i 15600 sióst zakonnych. Udzielono 267200 chrztów , a Komunię Świętą regularnie przyjmowało ok. 3,8 miliona wiernych. Sakrament Bierzmowania przyjęło 294 tys. osób. Udzielono wówczas 77200 małżeństw kościelnych. Na religię w szkołach uczęszczało 78,6% uczniów. Największy odsetek wiernych uczestniczących we Mszach Świętych w niedziele i święta nakazane odnotowano w diecezji tarnowskiej i wyniósł on 60,5%, a najniższy w diecezji szczecińsko-kamieńskiej, który wyniósł 17,2% ochrzczonych. Najwięcej parafii według tych danych znajduje się na terenie archidiecezji krakowskiej – 448, a najmniej w diecezji drohiczyńskiej – 98. 
W badaniu przeprowadzonym w 2022 roku przez CBOS, 47% osób uczęszczających do kościoła, wyraziło pełną akceptację dla zasad moralności katolickiej. Wśród osób, które uczestniczą we Mszy Świętej częściej niż raz w tygodniu było to 54%. Spośród katolików 25% akceptuje rozwody, 26% życie w związku bez ślubu, 26% antykoncepcję, a 27% seks przedmałżeński. Sondaż ten wykazał, że większość wiernych akceptuje relatywizm moralny, czyli wybiórcze traktowanie nauki kościoła katolickiego.

## Historia

### Chrzest Polski
Według jednej z hipotez jako pierwsze, wraz z południowymi wpływami, na tereny obecnej południowej Polski dotarło chrześcijaństwo w obrządku wschodnim m.in. poprzez działalność braci Cyryla i Metodego (według „Żywotu św. Metodego” miał wówczas zostać ochrzczony nieznany z imienia książę Wiślan). Domniemane podporządkowanie Wiślan i innych południowych plemion państwu wielkomorawskiemu, a potem, prawdopodobnie, na krótko Czechom spowodowało, że to Polanie, jako najsilniejszy i niezależny ośrodek, zjednoczyli pod swoim przywództwem ziemie polskie.
Jako pierwszy z historycznych Piastów, prawdopodobnie w Wielką Sobotę 14 kwietnia 966 (data symboliczna), przyjął chrzest Mieszko z rąk duchownego obrządku łacińskiego, biskupa Jordana. To wydarzenie stało się oficjalnym początkiem działalności Kościoła katolickiego w Polsce. W roku 968 ustanowiono w Poznaniu siedzibę biskupa misyjnego. Według kronikarzy Bolesław I Chrobry, syn Mieszka, utwierdzał wiarę chrześcijańską wśród poddanych, czasem nawet przy użyciu siły.
Na zjeździe gnieźnieńskim w roku 1000 zwołano synod, który zatwierdził pierwszą archidiecezję dla całej Polski z siedzibą w Gnieźnie. Utworzono też trzy nowe biskupstwa. Pierwszy podział administracyjny Kościoła wyglądał następująco:
- archidiecezja gnieźnieńska (od 1000 do 1038, restytuowana w 1075)
  - diecezja krakowska (od 1000)
  - diecezja wrocławska (od 1000 do ok. 1031/1032, restytuowana w 1051)
  - diecezja kołobrzeska (od 1000 do 1007/1015)
- diecezja poznańska, (od 968 podległa Stolicy Apostolskiej prawdopodobnie do śmierci bp. Ungera w 1012, od 1012 do 1038, restytuowana w 1075).

Już pomiędzy rokiem 1007 a 1015 w wyniku nawrotu rodzimej wiary Słowian upadła diecezja kołobrzeska. W latach 30. XI wieku nastąpił powrót ludności ku dawnej religii, którego kulminacją był wybuch powstania ludowego w 1037 r., skierowanego przeciwko rozwijającym się stosunkom feudalnym i wprowadzaniu chrześcijaństwa. Skutkiem był upadek diecezji wrocławskiej, a w roku 1038 w wyniku najazdu Brzetysława I upadek metropolii gnieźnieńskiej i diecezji poznańskiej. Utrzymała się tylko diecezja krakowska gdzie nie dotarła ani fala buntu, ani najazd Brzetysława, gdy zajęto Śląsk i złupiono Wielkopolskę grabiąc cenne relikwie kościelne, które następnie biorący udział w wyprawie biskup praski Sewer uroczyście złożył w katedrze św. Wita w Pradze. Powstanie ostatecznie zdławione zostało w latach 40. XI wieku przez Kazimierza Odnowiciela przy pomocy rycerstwa niemieckiego. Przystąpiono wówczas do wzmożonego zwalczania dawnej religii, jej ośrodków i kultów, niszczenia powstałych wówczas świątyń i posągów oraz rozbudowy administracji kościelnej i odbudowy zniszczonych lub porzuconych wcześniej kościołów. W roku 1051 Kazimierz Odnowiciel restytuował diecezję śląską (wrocławską) najprawdopodobniej w Ryczynie. Prawdopodobnie w roku 1075 król Polski Bolesław Śmiały przywrócił metropolię gnieźnieńską i diecezję poznańską, reorganizował polski Kościół katolicki oraz przeniósł siedzibę diecezji śląskiej z powrotem do Wrocławia.

### Rozwój chrześcijaństwa

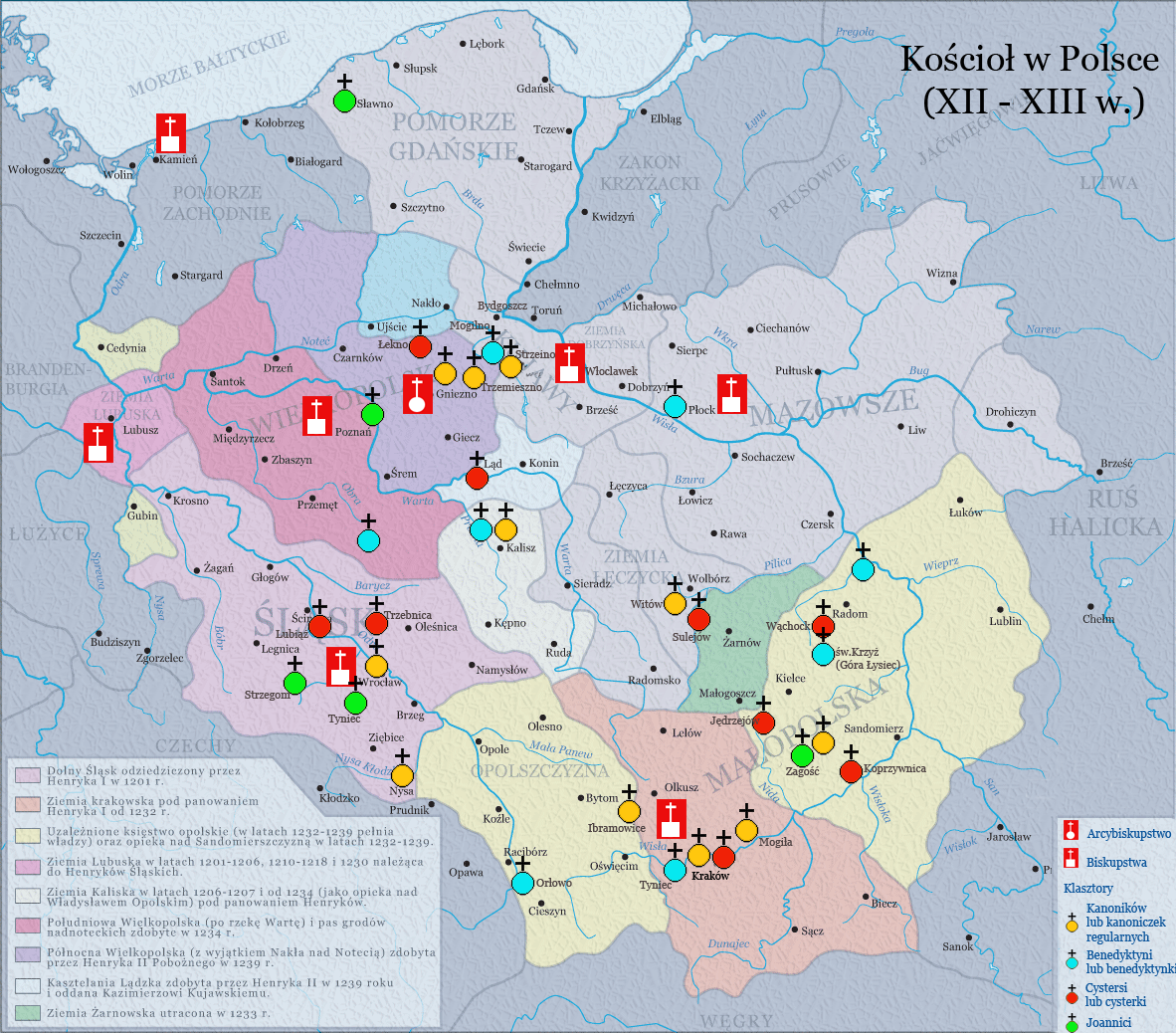
Kościół w Polsce w XII–XIII wieku

Do czasów Władysława II Kościół w Polsce miał następującą strukturę:
- metropolia gnieźnieńska
  - archidiecezja gnieźnieńska
  - diecezja chełmska (łacińska i rusińska)
  - diecezja kamieniecka
  - diecezja kamieńska – później podległa bezpośrednio papiestwu
  - diecezja krakowska
  - diecezja kujawska
  - diecezja lubuska
  - diecezja łucka (łacińska i rusińska)
  - diecezja miśnieńska
  - diecezja płocka
  - diecezja poznańska – początkowo niezależna od Gniezna
  - diecezja przemyska (łacińska i rusińska)
  - diecezja turowska
  - diecezja włodzimierska (łacińska i rusińska; diecezja łacińska przeniesiona później do Łucka)
  - diecezja wrocławska

W 1376 utworzono drugą metropolię w Haliczu (od 1414 we Lwowie) z diecezjami łacińskimi na Rusi (Białoruś i Ukraina).
W 1596 w wyniku Unii brzeskiej doszło do połączenia Kościoła Katolickiego i Prawosławnego w Rzeczypospolitej Obojga Narodów, a po odrzuceniu unii przez część hierarchii i wiernych prawosławnych (dyzunia), do powstania w ramach Kościoła Katolickiego odrębnego obrządku rusińskiego z własną hierarchią i strukturą diecezjalną. W 1630 lwowski biskup Mikołaj Torosowicz Kościoła ormiańskiego złożył publicznie we Lwowskim kościele Karmelitów katolickie wyznanie wiary i w 1635 powtórzył je przed papieżem Urbanem VII, co doprowadziło do powstania w Rzeczypospolitej Obojga Narodów odrębnego obrządku ormiańskiego z własną hierarchią i strukturą diecezjalną.
W 1783 utworzono metropolię w Mohylewie dla diecezji zabranych Polsce. W 1818 utworzono czwartą metropolię w Warszawie dla Królestwa Polskiego.

### Reformacja i kontrreformacja

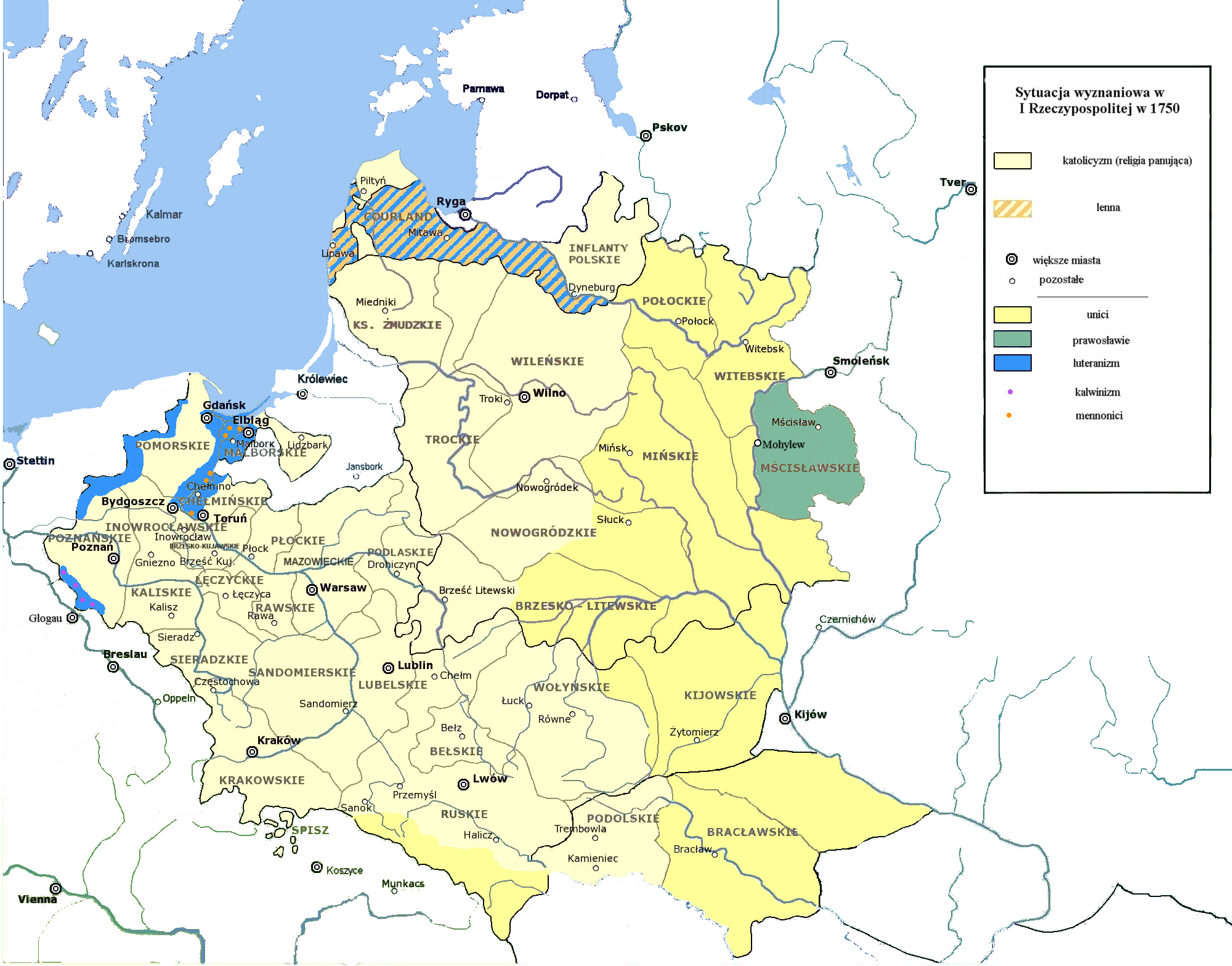
Sytuacja wyznaniowa w I Rzeczypospolitej w 1750 roku

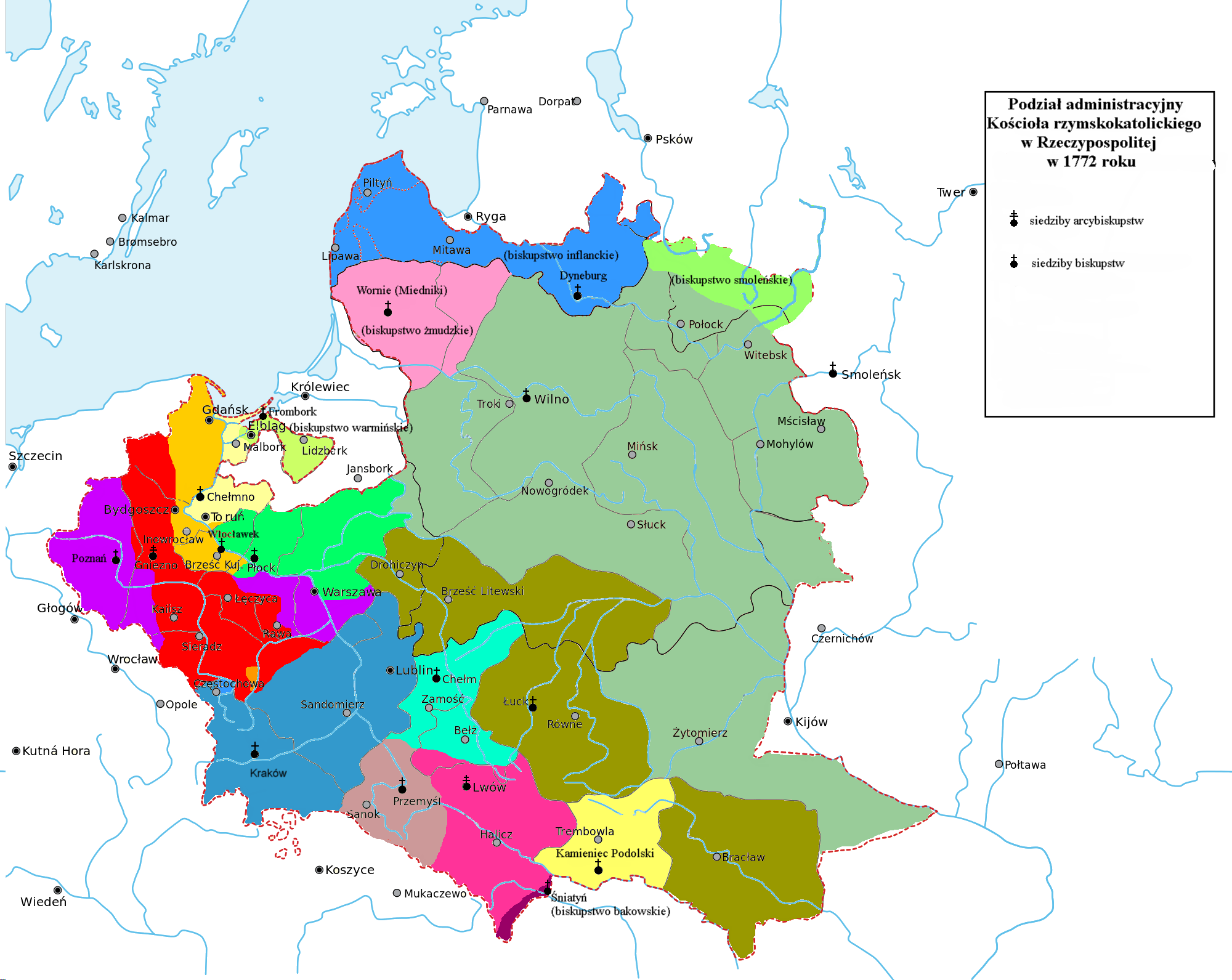
Podział administracyjny Kościoła rzymskokatolickiego w Polsce (1772)

Reformacja pojawiła się na ziemiach polskich w latach 20. XVI w. i trwała do połowy XVII w., kiedy ostatecznie zwyciężyła kontrreformacja. W odróżnieniu od reformacji zachodnioeuropejskiej, polska reformacja nie wywarła niemal żadnego wpływu na ludność chłopską, ograniczając się do szlachty i magnatów (wśród których powstały grupy kalwinistów i braci polskich) oraz mieszczaństwa (wyznającego głównie luteranizm). Polska stała się jednym z ośrodków zwalczających unitarianizm. Należący do tego nurtu bracia polscy wyróżnili się nowatorskimi poglądami społecznymi i filozoficznymi.
Do XVII w. Polska była krajem, w którym stosunkowo duża część mieszkańców należała do zborów protestanckich. Swoje siedziby mieli tu na przykład bracia polscy. Wśród mieszczan, zwłaszcza w miastach takich jak Gdańsk czy Toruń, dominowali luteranie, wśród szlachty było wielu kalwinistów. Niechęć do tych grup zaczęła narastać podczas wojny ze Szwedami, ponieważ protestantów posądzano o sprzyjanie najeźdźcy, gdyż król szwedzki sam był protestantem.
W 1782 w Krakowie Franciszek Leopold Lafontaine rozpoczął szczepienia wirusem ospy krowiej przeciwko ospie prawdziwej, zdołał jednak zaszczepić zaledwie 8 osób, ponieważ szczepieniom sprzeciwiło się tamtejsze duchowieństwo katolickie.
Według wyliczeń Tadeusza Korzona w 1791 Rzeczpospolita Obojga Narodów z ludnością około 8,8 mln dzieliła się wyznaniowo na: 53,3% rzymskich katolików (4,66 mln), 29,5% grekokatolików (2,6 mln), 10,5% żydów (0,9 mln), 3,4% prawosławnych (300 tys.), 1,7% protestantów (150 tys.), 1,1% prawosławnych staroobrzędowców (100 tys.), 0,6% muzułmanów (50 tys.) i 0,5% ormiańskich chrześcijan (30 tys.).

### II Rzeczpospolita
Kościół katolicki w II Rzeczypospolitej był reprezentowany przez cztery obrządki (ryty). Według urzędowych wykazów diecezjalnych (schematyzmów) w 1931 roku wiernych Kościoła było 23 mln 175 tys. osób, w tym:
| obrządek łaciński (rzymski)   | 19 548 859 |
| obrządek greckokatolicki      | 3 603 284  |
| obrządek ormiański            | 5,2 tys.   |
| obrządek wschodniobizantyjski | 18 tys.    |

Ogólna liczba ludności Polski w 1931 r. wynosiła 31 mln 915 tys. osób.

### II wojna światowa

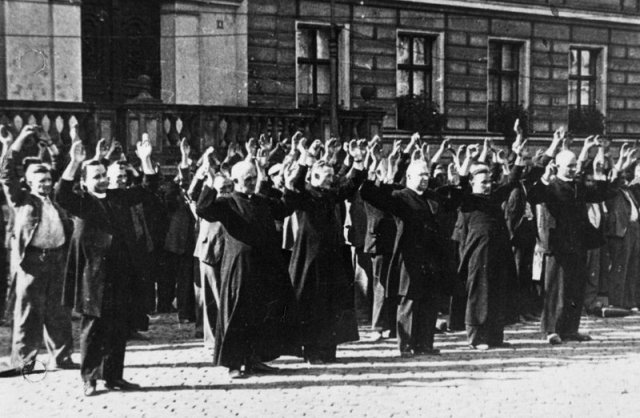
Księża wśród polskich cywilów aresztowanych przez Niemców w czasie krwawej niedzieli w Bydgoszczy 1939

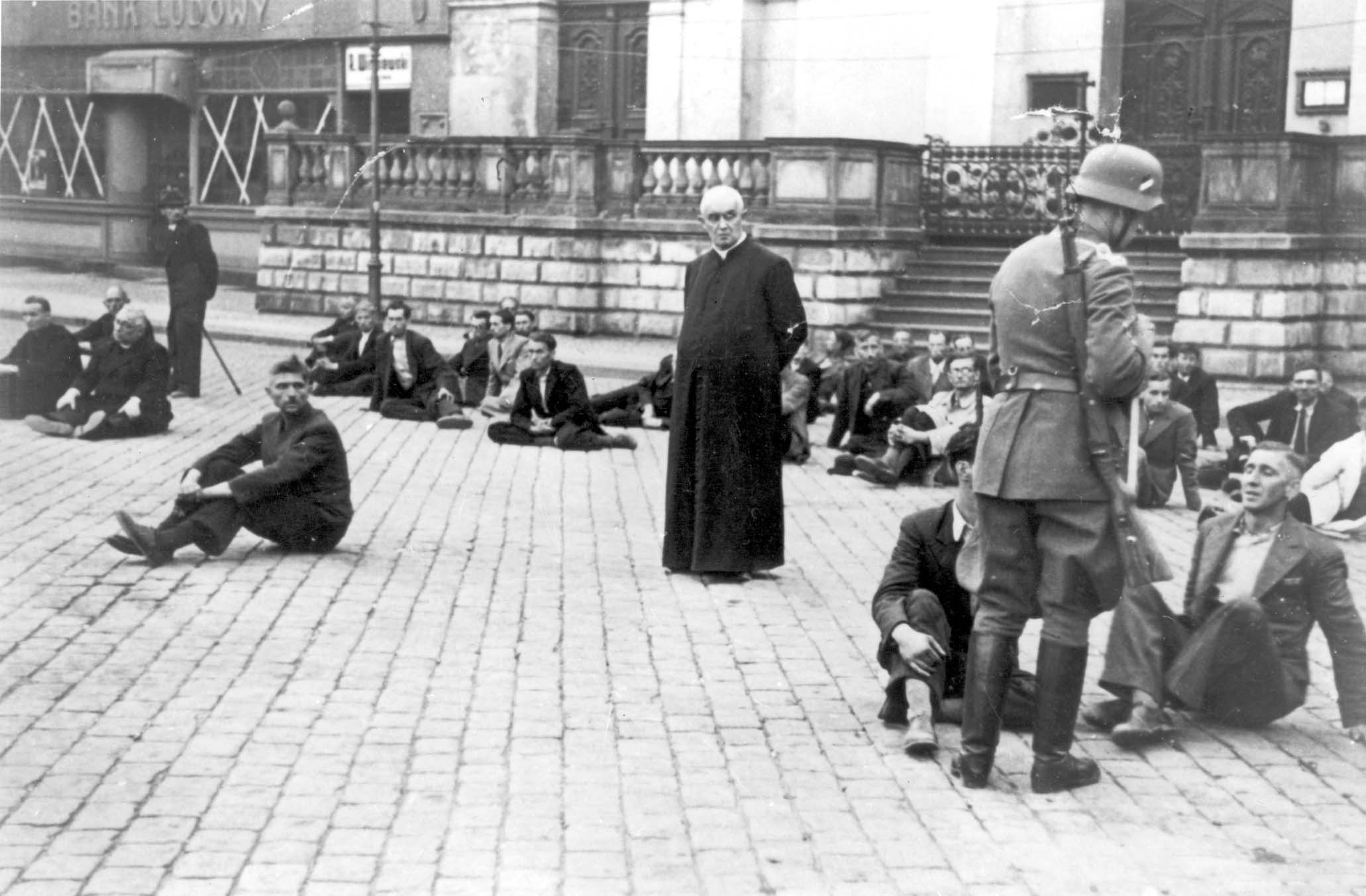
Polski ksiądz Kazimierz Stepczyński wśród aresztowanych w Bydgoszczy w 1939

Lata 1939–1944 były czasem silnych prześladowań duchowieństwa Kościoła katolickiego przez okupanta niemieckiego i sowieckiego. Z dotychczasowych ustaleń wynika, że hitlerowcy zamordowali 1832 księży i kleryków diecezjalnych, 357 księży i kleryków zakonnych, 205 braci zakonnych oraz 289 zakonnic polskiego pochodzenia. Na terenie samego Generalnego Gubernatorstwa zginęło ogółem 466 księży, z czego 117 zostało rozstrzelanych, a pozostali zmarli w obozach koncentracyjnych.
Polskich księży więziono w kilku niemieckich obozach koncentracyjnych: Stutthof, Oranienburgu, Sachsenhausen, Nordhausen, Buchenwaldzie, Gross-Rosen i innych. W samym Oświęcimiu zabito 167 duchownych z 416 tam przebywających. Na terenie III Rzeszy najwięcej polskich duchownych zostało zamordowanych w Dachau, gdzie utworzono specjalny, wydzielony blok dla duchowieństwa tzw. Priesterblock. W obozie tym uwięziono w sumie 1780 polskich księży z czego 868 zostało zamordowanych.

Tu, w Dachau, co trzeci zamęczony był Polakiem, Co drugi z więzionych tu księży polskich złożył ofiarę życia. Ich Świętą pamięć czczą Księża Polacy – Współwięźniowie

Strat osobowych Kościoła katolickiego pod okupacją radziecką do dziś nie udało się jednoznacznie oszacować. Wynika to ze złożoności problemu, braku źródeł. Przypuszcza się, że były procentowo większe, a wielu księży i duchowieństwa zakonnego zostało zesłanych w głąb Rosji – zwłaszcza do syberyjskich gułagów.
W rezultacie wojny i okupacji ziem polskich w niektórych diecezjach brakowało do 49% duchownych. Tak właśnie sytuacja prezentowała się w diecezji włocławskiej, gnieźnieńskiej i chełmińskiej, czyli na terenach wcielonych przez okupanta niemieckiego do III Rzeszy. Pozostałe placówki również odczuły podobne efekty.
Wraz z rządem II RP, kraj opuścił prymas – kard. August Hlond. Początkowo przebywał w Watykanie. Następnie udał się do Francji, gdzie został aresztowany przez Gestapo i internowany w jednym z klasztorów. Pod jego nieobecność w okupowanym kraju na terenie GG Kościołem zarządzał kard. Adam Stefan Sapieha – metropolita krakowski. Natomiast na obszarach bezpośrednio wcielonych do III Rzeszy, biskup pomocniczy diecezji poznańskiej i administrator apostolski metropolii poznańskiej oraz gnieźnieńskiej – Walenty Dymek.
Spośród wielu ówczesnych osobowości Kościoła katolickiego w Polsce na kartach historii zapisali się: św. Maksymilian Maria Kolbe – założyciel Niepokalanowa oraz duchowny, który poświęcił swoje życie za innego więźnia; bł. Stefan Wincenty Frelichowski – patron harcerstwa Rzeczypospolitej; bł. Michał Kozal – biskup zamordowany w Dachau i 108 błogosławionych męczenników.
Duchowni Kościoła katolickiego w Polsce brali również czynny udział w tworzeniu podziemnego oporu przeciwko okupantom. Ich najważniejszą rolą była posługa kapłańska w oddziałach partyzanckich, pomoc Żydom, pomoc w zorganizowaniu żywności, jak również pełnili funkcje łączników i informatorów. Hierarchowie jak kard. Adam Stefan Sapieha byli łącznikami krajowych placówek AK z rządem na uchodźstwie.

### 1944–1989

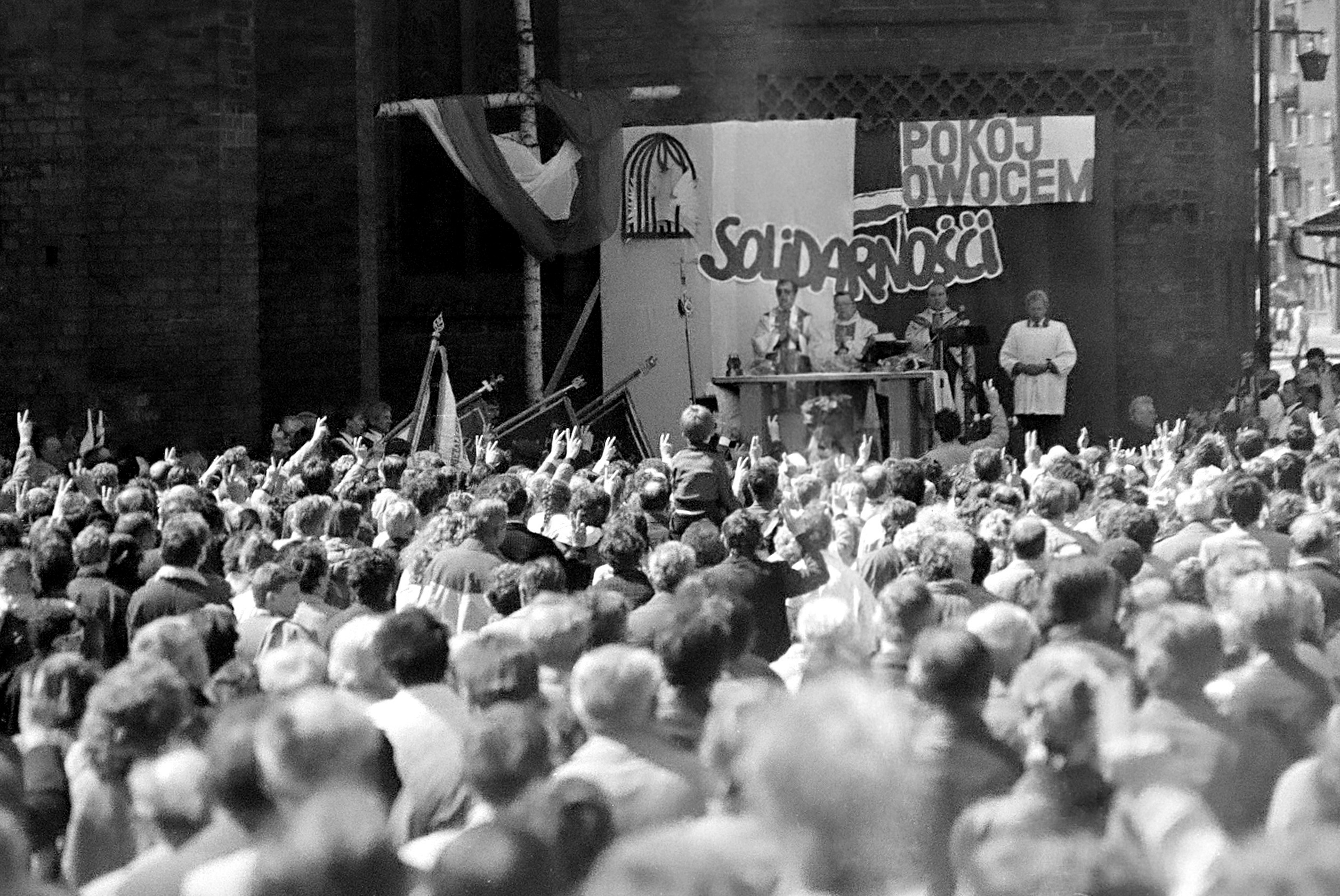
Msza za Ojczyznę u schyłku PRL-u. Podczas śpiewania pieśni „Boże, Coś Polskę” unoszono ręce w geście zwycięstwa

W wyniku działań wojennych, zmiany granic, wysiedleń ludności ukraińskiej i niemieckiej oraz przesiedleń ludności polskiej dokonanych w latach 1945–1948 z terenów włączonych do ZSRR, zmieniła się struktura wyznaniowa i narodowościowa Polski. W 1938 r. obywatele wyznania rzymskokatolickiego stanowili 65% mieszkańców Polski, natomiast po 1945 roku mieszkało w kraju ok. 23 mln katolików co stanowiło 97,7% ludności. Polityka wyznaniowa władz po 1944 roku nastawiona była na uniezależnienie Kościoła katolickiego od Watykanu i budowanie Kościoła narodowego, wspieranie małych kościołów i związków wyznaniowych, wśród których wymienić należy m.in. Kościół polskokatolicki oraz ograniczanie roli Kościoła katolickiego jedynie do wąsko pojętego kultu i posługi religijnej oraz wyłączenia go z działalności oświatowej, wychowawczej i charytatywnej.
W 1945 roku Rząd Tymczasowy Rzeczypospolitej Polskiej uznał, że konkordat z 1925 roku nie obowiązuje na skutek jednostronnych posunięć Stolicy Apostolskiej, sprzecznych ze zobowiązaniami konkordatowymi. Zarzucono stronie kościelnej złamanie art. IX w powiązaniu z art. XII. w związku z dokonanymi przez Watykan zmianami granic diecezji po napaści Niemiec na Polskę w roku 1939 i mianowaniem biskupa Karla Spletta, będącego obywatelem Niemiec, administratorem diecezji chełmińskiej. Jako argument, przytaczano też fakt ucieczki nuncjusza Filippo Cortesi we wrześniu 1939 r. z Polski.
W tydzień po pogromie kieleckim w 1946 roku delegacja lubelskich Żydów prosiła biskupa Wyszyńskiego „o wydanie do duchowieństwa i wiernych diecezji odezwy duszpasterskiej”. Wyszyński doradził, że „lepiej by było dla Żydów, gdyby wynieśli się w ogóle z Polski, np. do Palestyny, albo zakupili sobie jakąś kolonię czy wyspę”.
Po sfałszowanych wyborach do Sejmu w styczniu 1947 roku oraz wybraniu przez Sejm Ustawodawczy (1947–1952) Bolesława Bieruta na urząd prezydenta, wzmogły się represje wobec Kościoła. W październiku 1947 roku podczas ogólnokrajowej odprawy funkcjonariuszy MBP poruszano zagadnienie redukcji wpływów Kościoła. Dyrektor Departamentu V płk. Julia Brystiger przedstawiła plan rozbudowy sieci agenturalnej odpowiedzialnej za rozpracowywanie instytucji kościelnych. Utworzona pod koniec 1948 roku PZPR powołała komisję w celu „ustalenia linii wobec kleru”, której wykonawcą został gen. Stanisław Radkiewicz. W lipcu 1949 roku Kongregacja Świętego Oficjum wydała dekret, grożąc ekskomuniką katolikom należącym do partii komunistycznej lub współpracującym z komunistami. Dekret zbiegł się w czasie z wydarzeniem nazywanym „cudem lubelskim”, któremu towarzyszyły manifestacje uczuć religijnych. 19 lipca 1949 roku Hilary Minc zaproponował działania, które miały doprowadzić do rozłamu w Kościele. Inicjatywa zakładała stworzenie grupy duchownych współpracujących z władzami i oddzielenie ich od reszty hierarchii kościelnej. Postulowano przedłożenie wszystkim duchownym i katechetom deklaracji lojalności, która w zamyśle miała prowadzić do podziałów. W tym samym miesiącu wpisano wszystkich księży do rejestrów podatkowych z obowiązkiem deklarowania wszystkich przychodów w tym z ofiar, opłat za śluby czy pogrzeby. W sierpniu 1949 roku zmieniono przepisy o stowarzyszeniach, które od tej pory musiały zgłosić swoje istnienie w urzędzie lub ulegały rozwiązaniu. Przepisy ułatwiały rozpoznanie organizacji przez resort bezpieczeństwa. Zmusiło to Episkopat do rozwiązania wszystkich zrzeszeń religijnych.
Po nadużyciach do jakich doszło we wrocławskim oddziale Caritas na przełomie 1949 i 1950 roku władze państwowe wykorzystując sytuację przystąpiły do likwidacji tej organizacji. Likwidowano prasę i wydawnictwa katolickie, faktycznie zlikwidowano główną organizację charytatywną Caritas, proces przejmowania placówek zakończono w marcu 1952 roku. Dokonano nacjonalizacji kościelnych majątków ziemskich. Umożliwiła to ustawa z 20 marca 1950 roku o przejęciu dóbr martwej ręki, i utworzeniu w ramach rekompensaty Funduszu Kościelnego. Władzom komunistycznym nie udało się zlikwidować, ani przejąć Katolickiego Uniwersytetu Lubelskiego.
Rozbijaniu jedności Kościoła posłużyło powołanie do istnienia Komisji Księży przy Związku Bojowników o Wolność i Demokrację, którego członków popularnie nazywano księżmi patriotami. Należeli do nich duchowni dyspozycyjni wobec władzy komunistycznej. Władze komunistyczne założyły też całkowicie zależne od siebie Stowarzyszenie Pax, którego przewodniczącym był Bolesław Piasecki. Pax wydawał prasę określającą się jako „katolicka”: Słowo Powszechne oraz Dziś i Jutro. Od listopada 1950 roku z inicjatywy Piaseckiego powstała Komisja Intelektualistów i Działaczy Katolickich, skupiająca ludzi cieszących się w społeczeństwie autorytetem.
Początkowo na czele Kościoła w Polsce stał prymas kard. August Hlond. Po jego śmierci w 1948 prymasem został abp Stefan Wyszyński. W 1950 r. doprowadził on do czasowego unormowania stosunków między rządem komunistycznym a Episkopatem zawierając porozumienie z władzami komunistycznymi określające niektóre warunki działalności Kościoła rzymskokatolickiego w Polsce. Kompromis został przeforsowany przez abp. Wyszyńskiego wbrew woli biskupów. Spotkał się również z chłodnym przyjęciem Stolicy Apostolskiej. 14 kwietnia zostało zawarte porozumienie pomiędzy Episkopatem Polski reprezentowanym przez prymasa Stefana Wyszyńskiego a komunistycznymi władzami państwowymi, które gwarantowało niezależność struktury Kościoła i trybu powoływania jego władz od administracji państwowej i zastępowało nieuznawany przez rząd od 1945, ale niewypowiedziany formalnie konkordat. Władze utrzymały lekcje religii w szkołach, zezwalały na wydawanie czasopism o orientacji katolickiej, na prowadzenie zakonów i ok. 30 kapelanów w wojsku. Episkopat poszedł jednak w zamian na wiele ustępstw. Deklarował m.in. że wezwie duchowieństwo, aby w pracy duszpasterskiej nauczało wiernych „poszanowania prawa i władzy państwowej”. Zobowiązywał się do tego, że będzie się „przeciwstawiał wrogiej Polsce działalności” oraz że będzie wyjaśniał duchowieństwu, „aby nie sprzeciwiało się rozbudowie spółdzielczości na wsi”. W pkt. 8 porozumienia Episkopat stwierdzał:

Kościół katolicki, potępiając zgodnie ze swoimi założeniami każdą zbrodnię, zwalczać będzie również zbrodniczą działalność band podziemia oraz będzie piętnował i karał konsekwencjami kanonicznymi duchownych, winnych udziału w jakiejkolwiek akcji podziemnej i antypaństwowej.

Porozumienie miało wymiar wyłącznie fasadowy. Kilka dni po zawarciu porozumienia rząd powołał do życia UdSW. W maju 1950 roku Bierut pisał do Stalina: „Na bazie tego pożytecznego dla nas kompromisu będziemy rozwijać dalsze natarcie w celu ograniczenia wpływu Kościoła katolickiego w naszym kraju”. W tym samym miesiącu gen. Radkiewicz otrzymał od Bieruta polecenie aby MBP nadal stosowało instrukcje dotyczące represji i ograniczenia wpływów Kościoła. Próbując łagodzić sytuację 9 czerwca 1950 roku Episkopat wydał deklarację do wiernych, w której popierał apel sztokholmski. Według danych kościelnych około pięciuset księży, którzy odmówili podpisania apelu usunięto ze stanowiska katechety, zamykano domy zakonne. W wyniku „odkrycia” składów broni i „ośrodków szpiegowskich” w klasztorach, zaczęły się aresztowania księży. W styczniu 1951 roku przeprowadzono pierwszy z procesów pokazowych. Ks. Zbigniew Gadomski i ks. Piotr Oborski oskarżeni zostali o współudział w zabójstwie i konspiracje z Armią Podziemną. Przyśpieszono laicyzację szkolnictwa tworząc szkoły bezwyznaniowe, zlikwidowano blisko sześćdziesiąt niższych seminariów zakonnych.
Konstytucja Polskiej Rzeczypospolitej Ludowej z 22 lipca 1952 r. wprowadziła rozdział Kościoła od państwa. W art. 70 ust. 2 stwierdzono: „Kościół jest oddzielony od państwa. Zasady stosunku państwa do kościoła oraz sytuację prawną i majątkową związków wyznaniowych określają ustawy”.
Lata 1952–1953 przyniosły zatrzymanie i trzyletnie internowanie prymasa Wyszyńskiego, procesy m.in. proces bp. Czesława Kaczmarka, i proces Kurii Krakowskiej, w których padały wyroki śmierci i długoletniego więzienia. Wypędzono z diecezji katowickiej trzech biskupów: Stanisława Adamskiego, Juliusza Bieńka, Herberta Bednorza. Z archidiecezji krakowskiej wypędzono bp. Eugeniusza Baziaka.
9 lutego 1953 roku Rada Państwa wydała dekret o obsadzaniu stanowisk duchownych, uzależniając decyzję o nominacjach od zgody organów państwowych. Następnie 13 maja 1953 rząd wydał rozporządzenie wykonawcze dekretu z 9 lutego 1953. Prawo to służyło również do wymuszania zwolnienia księży uznanych za niewygodnych. W odpowiedzi 8 maja 1953 biskupi skierowali do władz list „Non possumus” (Nie możemy), w którym wyrazili sprzeciw wobec działań rządu. List ten został upubliczniony podczas procesji Bożego Ciała w Warszawie 4 czerwca 1953. Rozpoczęło to okres represji wobec duchowieństwa. 25 września 1953 aresztowano prymasa na podstawie uchwały nr 700/53 przyjętej przez Prezydium Rządu. Trzy dni później na nadzwyczajnej Konferencji Plenarnej Episkopatu zgodnie z oczekiwaniami władz hierarchowie wybrali bp. Michała Klepacza na nowego przewodniczącego Episkopatu oraz wydali oświadczenie do wiernych akceptujące działania rządu, którego podpisania odmówił jedynie ks. Wojciech Zink, rządca diecezji warmińskiej, za co został aresztowany 2 października. 17 grudnia 1953 biskupi w Belwederze złożyli ślubowanie na wierność PRL. Miało to deprecjonować wizerunek Kościoła w społeczeństwie jako niezależnej siły moralnej w kraju. Wkrótce również księża zostali zobowiązani od ślubowania wierności PRL przed urzędnikami publicznymi zarówno już piastujący swoje stanowiska jak też oczekujący na ich objęcie. Episkopat wydał memoriał do Rady Ministrów, w którym zadeklarowali, że jeśli państwo nie pozwoli na obsadzanie stanowisk kościelnych właściwymi ludźmi to nie będą obsadzać stanowisk.
Z ustaleń Zygmunta Zielińskiego w latach 1945–1953 w wyniku działań aparatu represji śmierć poniosło 37 księży diecezjalnych, 350 zesłano, 700 uwięziono, a 900 wypędzono. Spośród zakonników i zakonnic zginęły 54 osoby, 200 zesłano, a 300 wypędzono. Podobne statystyki oszacował resort bezpieczeństwa.
Wraz z nastaniem odwilży gomułkowskiej (1956) stosunki państwa i Kościoła uległy zmianie. W 1956 wznowiono wydawanie „Tygodnika Powszechnego” i miesięcznika „Znak”, w 1959 w Krakowie powstał Społeczny Instytut Wydawniczy „Znak”. Rozpoczęto realizację programu duszpasterskiego określanego jako Wielka Nowenna poprzedzającego uroczyste obchody milenium chrztu Polski (1966). W 1964 zmarł na skutek prześladowań ze strony władz komunistycznych Władysław Findysz.
Władze także w latach 60. kontynuowały politykę ograniczania roli Kościoła w Polsce. Kościół katolicki był inwigilowany przez Urząd Bezpieczeństwa, a następnie przez Służbę Bezpieczeństwa (SB). Przy SB funkcjonował specjalny Departament IV zajmujący się zwalczaniem Kościołów i związków wyznaniowych. Każdy kleryk wstępując na I rok seminarium duchownego miał zakładaną teczkę przez SB. Część z kandydatów do stanu duchownego była zmuszona odbyć dwuletnią służbę wojskową w specjalnych jednostkach dla kleryków. Próbowano ich tam indoktrynować w duchu marksistowsko-leninowskim, nasyłano prostytutki i szykanowano za prowadzenie praktyk religijnych.
W stosunku do zajść w marcu 1968 roku Kościół zachował daleko idącą wstrzemięźliwość, nie chcąc brać udziału w walce wewnętrznej w PZPR. Episkopat w swoich publicznych enuncjacjach wyraźnie stanął po stronie młodzieży, nigdy natomiast nie odniósł się do kampanii antysemickiej. Prymas Wyszyński stwierdzał na posiedzeniu Komisji Głównej Episkopatu: "Najtrudniejsza to sprawa żydowska. Społeczeństwo polskie na ogół jest przeciwko Żydom i to trzeba mieć przed oczami. Druga rzecz to nie sprecyzowany układ sił w partii."
Takie stanowisko doprowadziło do zmiany postrzegania przez Gomułkę roli Kościoła w państwie. Kościół w dalszym ciągu pozostawał przeciwnikiem politycznym partii komunistycznej, ale okazało się, że tak jak w 1956 i 1957 roku może on odegrać rolę stabilizatora sytuacji. Sprawom ograniczenia roli Kościoła zaczęto poświęcano coraz mniej uwagi, a w polityce wobec duchowieństwa pojawiły się elementy pragmatyczne.”.
W trakcie masakry na Wybrzeżu w grudniu 1970 roku Prymas Wyszyński był zaniepokojony możliwością interwencji wojskowej w Polsce ze strony sił radzieckich i wschodnioniemieckich oraz, co za tym idzie, o zachowanie przez PRL nawet ograniczonej suwerenności. Nie widział możliwości przeciwstawienia się takiej interwencji i obawiał się bezużytecznego rozlewu polskiej krwi. „To co miało miejsce na Wybrzeżu mogło się powtórzyć w Łodzi, w Warszawie, w Krakowie- wszędzie. Jak by była wtedy sytuacja(...)? Czy uruchomiono by jednostki wojskowe skomasowane nad granicą polsko-czeską i koło Szczecina? A gdyby te formacje tu weszły, czy potem by się wycofały? Zwłaszcza Niemcy ze Szczecina?(...) Nie widomo.” – stwierdził Prymas podczas posiedzenia Rady Głównej Episkopatu.
Na mocy ustawy uchwalonej przez Sejm PRL 23 czerwca 1971 roku przyznano kościołowi katolickiemu prawo własności ponad 4000 kościołów i kaplic blisko 1,500 budynków oraz kilkaset hektarów gruntów ornych. 2 lata później dodatkowo kościół otrzymał ponad 600 nieruchomości. Z korzyścią dla kościoła uregulowano również sprawy finansowe związane z księgami inwentarzowymi bowiem 10 lutego 1972 roku ukazało się rozporządzenie Ministra Finansów uchylające obowiązek prowadzenia ksiąg inwentarzowych przez kościelne osoby prawne zakony i kongregacje duchowne. Tylko z tego tytułu kościół posiadał zaległości podatkowe wynoszące na koniec 1970 roku 368 mln. zł.  W lipcu 1972 roku rozporządzeniem Rady Ministrów umorzono znaczącą część tej kwoty.
Doniosłym wydarzeniem było podpisanie 6 lipca 1974 roku w Rzymie protokołu ustanawiającego stałe kontakty robocze pomiędzy PRL a Stolicą Apostolską co odczytywano jako zapowiedź nawiązania w przyszłości pełnych stosunków dyplomatycznych.
3 sierpnia 1976 roku doszło do wręcz manifestacyjnego okazywania Stefanowi Wyszyńskiemu sympatii przez wysokich dygnitarzy państwowych. W dniu 75 urodzin kardynała Wyszyńskiego do pałacu Prymasa udał się szef gabinetu prezesa Rady Ministrów wręczając bukiet 75 róż i wypowiadając w imieniu premiera Jaroszewicza życzenia by hierarcha w dalszym ciągu przewodził Kościołowi w Polsce.
Edward Gierek dwukrotnie spotykał się z prymasem Wyszyńskim (1977 i 1979). 1 grudnia 1977 Edward Gierek jako pierwszy przywódca komunistyczny spotkał się z papieżem, którym był wówczas Paweł VI.
Po powstaniu opozycji demokratycznej w drugiej połowie lat 70 na początku kościół nie dostrzegał konieczności radykalnych zmian społecznych. Rada Główna Episkopatu podczas swoich obrad w marcu 1978 roku stwierdzała: “(...) są silne naciski na kościół z różnych stron i próba wciągnięcia go w swoje rozgrywki. Jest duże uaktywnienie niektórych grup katolików świeckich niezrzeszonych. (...) Nie możemy pozwolić się wciągnąć w ich aktywizację polityczną, ale z drugiej strony nie możemy ich zwalczać. Kościołowi i Narodowi one nie szkodzą, byleby tylko działały umiarkowanie, by nie przekroczyły limitu bezpieczeństwa (...) Musimy bronić Kościół, ale też musimy się bronić by Naród nie stanął w sytuacji trudnej. Co zyskamy gdyby odszedł Gierek? Nieustannie stajemy wobec tylu niewiadomych.” Również podczas głodówki, która miała miejsce w kościele Świętego Krzyża w październiku 1979 roku do świątyni przybył sekretarz generalny Konferencji Episkopatu Polski biskup Bronisław Dąbrowski, który odniósł się krytycznie do prowadzonego w niej protestu.
Jednocześnie kościół cały czas poddany był inwigilacji. W 1976 roku tajnymi współpracownikami SB było 2309 polskich duchownych (9,17%).
16 października 1978 kard. Karol Wojtyła został wybrany papieżem. Po wyborze Karola Wojtyły na papieża władze postanowiły skierować do niego depeszę gratulacyjna podpisaną nie tylko przez tytularną głowę państwa – Przewodniczącego Rady Państwa, co było zgodne z protokołem dyplomatycznym, ale i przez I sekretarza PZPR.
26 sierpnia 1980 roku prymas Polski Stefan Wyszyński wygłosił homilię w której wyłożył stanowisko Kościoła w stosunku do rodzącej się „Solidarności” mówiąc wzywając do umiarkowania: „Żądania mogą być słuszne i na ogół są słuszne, ale nigdy nie jest tak, aby mogły być spełnione od razu, dziś Ich wykonanie musi być rozłożone na raty.” Tego samego dnia ukazał się komunikat Rady Głównej Episkopatu Polski w którym czytamy: „Osiągnięte porozumienia poparte odpowiednimi gwarancjami, powinny zakończyć strajki, aby normalne funkcjonowanie gospodarki narodowej i życia społecznego w pokoju stało się możliwe.”.  W tym czasie prymas uważał, że strajk trzeba zakończyć i przystąpić do negocjacji z władzami. Precyzyjnie wyraził to w swoim dzienniku: „Jestem zdania, że strajk trzeba kończyć, nie dlatego, że rosną koszta gospodarcze, tylko dlatego że „lepsze jest wrogiem dobrego”. –  Na razie Partia przegrała w oczach robotników i Narodu. Ale czy już trzeba ją dobijać? Trzeba ją skłonić, by zrobiła wszystko co możliwe, jako dalszy punkt wyjścia, do dalszego naprawiania błędów Partii. Ale trzeba pamiętać, że są i błędy społeczeństwa, które Partii ułatwiały błądzenie”.
W czasie wizyty delegacji robotników 7 września 1980 r. prymas wskazywał na czym powinni się skoncentrować w swojej aktywności społecznej związkowcy z „Solidarności”. Kardynał przestrzegał przed nadmiernym skupieniem się na rozgrywkach personalnych, wysuwaniem kolejnych żądań pod adresem władz i sugerował zwrócenie uwagi na odnowę społeczną i działania o charakterze organizacyjnym w kolejnych miesiącach. Prymasa radził działaczom związkowym żeby kierowali się zasadami katolickiej nauki społecznej i zadbali samokształcenie.
Równocześnie Episkopat działał w przekonaniu, iż nie powinien się angażować w rozwiązywanie szczegółowych kwestii związanych z bieżącą działalnością Solidarności oraz winien zachować dystans wobec związku. Prymas jednoznacznie zdefiniował stosunek kościoła do Solidarności w jednym z wpisów w swoim dzienniku: „Popierając Solidarność należy bronić się przed rozszerzeniem zadań społeczno-gospodarczych na tereny polityczne”. Kardynał Wyszyński a za nim inni biskupi traktowali przemiany zapoczątkowane przez protestujących robotników jako element walki o odrodzenie moralne społeczeństwa. W przekonaniu przywódcy polskiego kościoła należało unikać demagogii, zachować spokój i rozwagę w formułowaniu żądań. Jak oceniał prymas Lech Wałęsa nie jest w stanie tego zrobić i nie docenia wysiłku organizacyjnego: „Ruch stworzyć może, organizacji stworzyć nie umie, pomimo żeśmy się starali, żeby miał odpowiednich współpracowników i pomocników.”.
O niejednoznacznym stosunku Kościoła do Solidarności świadczą też liczne wystąpienia jego hierarchów. Biskup Kaczmarek podkreślał na posiedzeniu Episkopatu Polski w październiku 1980 roku, że „Na Wybrzeżu działają dysydenci. Oni podburzają Wałęsę. Stawiają żądania polityczne – Wałęsa przed tym się broni. Próbują instrumentalizować Kościół - to prawda. Na to nie pozwolimy.” Arcybiskup Stroba natomiast  w grudniu 1980 roku na posiedzeniu tego samego organu powiedział: „Episkopat znalazł się w niebezpieczeństwie podwójnej instrumentalizacji. Tak Rząd PRL jak i Solidarność chcą instrumentalizować dla swoich celów Kościół. Musimy przeto być czujni, pozostać sobą i nie dać się nikomu instrumentalizować.” Prymas natomiast zwracał uwagę, że we współpracę ze związkiem nie powinni angażować się duchowni: „Kładę nacisk na to żeby księża nie dali się wciągnąć w napięcia polityczne, które w dużym stopniu potęguje KOR.”.
Po strajkach w sierpniu 1980 roku wprowadzono w Polskim Radiu transmisje mszy świętej. Władze dopuściły również do kolportażu w Polsce watykańskiego „Osservatore Romano”. Zasady planowania i realizacji budowy kościołów przeszły z właściwości władz centralnych do władz terenowych. Na terenach zakładów pracy robotnicy urządzali kapliczki, powszechnym stał się zwyczaj święcenia sztandarów związkowych „Solidarności”, księża organizowali msze święte dla strajkujących robotników. W grudniu 1980 roku przewodniczący Rady Państwa Henryk Jabłoński wziął udział w mszy świętej z okazji odsłonięcia w Gdańsku Pomnika Poległych Stoczniowców 1970.
W lutym 1981 roku I sekretarz KC PZPR Stanisław Kania tak relacjonował stanowisko Prymasa odnośnie do sytuacji w Polsce: „Wyszyński uważa, że w Polsce musi być silna władza, że Polska jest związana z blokiem socjalistycznym, że musi być partia, która winna się sama regenerować. Jeśli zaś partia miałaby się rozsypać, to wówczas musiałaby powstać nowe partia. On, Prymas Polski, opowiada się za obecną partia, ale zmienioną. Partia gwarantuje władzę i spokój”.
Swoje mitygujące radykałów stanowisko powtórzył Prymas podczas tzw. „kryzysu bydgoskiego”, gdy delegacja „Solidarności” przybyła do Prymasa na kilka dni przed proklamowaniem strajku generalnego w kraju. Mówił: „(...) najpilniejsza sprawa jest ta, abyście panowie, chcąc wiele, nie stracili tego co macie dziś. (...) To nie jest oczywiście największa cnota: męstwo. Największą cnotą jest miłość, a także roztropność i rozwaga. (...) Wstrzymujemy się od środków tak kosztownych, jakim może być strajk generalny, który tak łatwo jest zacząć, ale skończyć bardzo trudno.”
W listopadzie 1981 roku władze państwowe zaproponowały powołanie Rady Porozumienia Narodowego w skład której wejść mieli reprezentanci władz, „Solidarności” i Kościoła katolickiego. Propozycja została odrzucona przez „Solidarność”. Stanowisko Kościoła katolickiego i prymasa Glempa oceniające postępowanie „Solidarności” tuż przed ogłoszeniem stanu wojennego zawiera notatka biskupa Bronisława Dąbrowskiego przekazana Janowi Pawłowi II podczas wizyty przedstawicieli Episkopatu w Watykanie tuż po wprowadzeniu stanu wojennego (22–23 grudnia 1981 r.): „Solidarność” wbrew ostrzeżeniom Kościoła eskalowała wystąpienia i dążenie do władzy. Odmówiła wejścia do Rady Porozumienia Narodowego, mimo że Wałęsa 4 listopada 81 roku zgodził się na wejście razem z Księdzem Prymasem, u premiera. Po spotkaniu z premierem Komisja Krajowa zdyskwalifikowała Wałęsę i oświadczyła, że „Solidarność” nie wejdzie do Rady. (...) Zebranie Mazowsza na Politechnice 5-6 grudnia i powzięte uchwały zaalarmowały władze, szczególnie wyznaczenie manifestacji ulicznej na dzień 17 grudnia 1981 roku. Nasze rozmowy na wszystkich szczeblach „Solidarności” nie dały wyniku (...). Komisja Krajowa w Gdańsku 11–12 grudnia 81. Opinia Wałęsy – zbiorowa halucynacja, wielu uległo prowokacji.
13 grudnia 1981 roku po północy na polecenie gen. Wojciecha Jaruzelskiego o wprowadzeniu stanu wojennego członek Biura Politycznego PZPR i współprzewodniczący ze strony rządowej Komisji Wspólnej Rządu i Episkopatu Kazimierz Barcikowski poinformował prymasa Polski Józefa Glempa w toku bezpośredniej rozmowy w rezydencji prymasa na ul. Miodowej. Jeszcze tego samego dnia prymas Glemp wygłosił w Częstochowie kazanie do młodzieży w którym zaapelował o zachowanie spokoju. Wezwał młodzież do zachowania życia w imię działań dla dobra ojczyzny. Wieczorem podczas kolejnego kazania w Warszawie apelował o realizm i zaniechanie myśli o walce bratobójczej.

Pozostaje wszakże sprawa najważniejsza: ratowanie życia i obrona przed rozlewem krwi (...) To nic, że ktoś może Kościół oskarżać o tchórzostwo, o rozładowywanie radykalnych nastrojów. (...) Dlatego sam będę wzywał o rozsądek, nawet za cenę narażenia się na zniewagi, i będę prosił, nawet gdybym miał iść boso i na kolanach błagać: nie podejmujcie walki Polak przeciwko Polakowi!.

Jednocześnie 15 grudnia Rada Główna Episkopatu Polski przyjęła komunikat oceniający negatywnie wprowadzenie stanu wojennego. Jednak po interwencji kierownika UdsW Jerzego Kuberskiego u prymasa Józefa Glempa mającej miejsce w nocy z 16 na 17 grudnia wstrzymano publikację komunikatu.

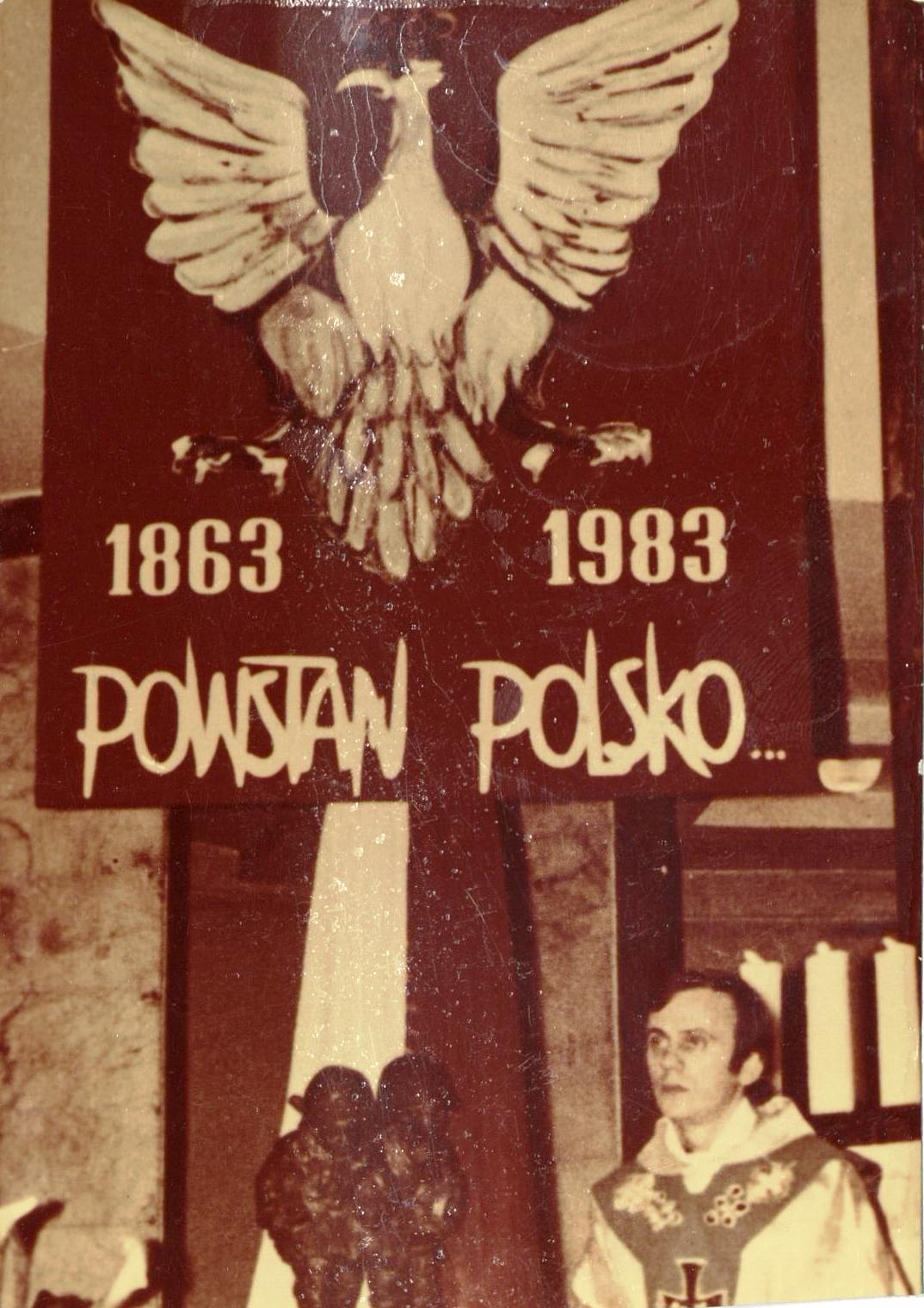
Kapelan NSZZ „Solidarność” ks. Jerzy Popiełuszko, w czasie jednej z mszy za Ojczyznę w 1983 roku

W trakcie stanu wojennego w kręgach zarówno władzy jaki Kościoła rozważano pomysł przeniesienia Lecha Wałęsy z rządowego ośrodka internowania do miejsca odosobnienia znajdującego pod opieką Kościoła. Pomysł zarzucono, ale przedstawiciele Kościoła otrzymali zgodę na stały kontakt z Wałęsą. Na wniosek Kościoła władze zdecydowały się na zwolnienie z internowania m.in. matek wychowujących dzieci i osób z kłopotami zdrowotnymi.

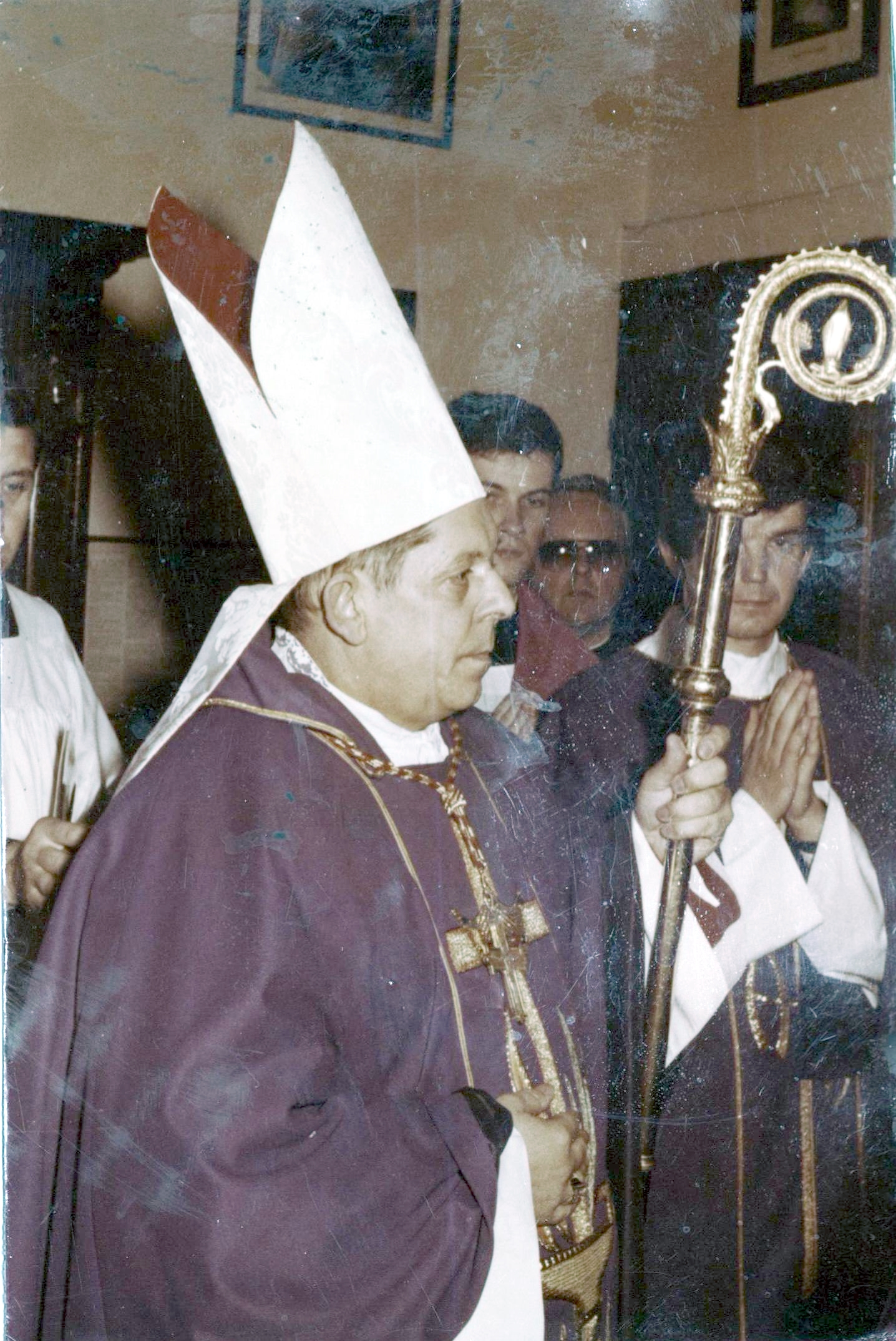
Kardynał Józef Glemp podczas pogrzebu księdza Jerzego Popiełuszki (1984)

Jeszcze w stanie wojennym Kościół uzyskał zgodę na powołanie sieci instytucji dobroczynnych zastępujących „Caritas”, która to organizacja znajdowała się poza kontrolą władz Kościoła (władze państwowe nie zgodziły się na zwrot nazwy „Caritas” Kościołowi). Napływające z Zachodu dary na rzecz Kościoła zostały zwolnione z opłat celnych i były przekazywane zarówno internowanym, którym zapewniono opiekę religijną, jak i były rozdawane wiernym w kościołach w całym kraju.
W marcu 1982 roku władze kościelne poinformowały stronę państwową, iż życzyłyby sobie aby wizyta Papieża w ojczyźnie odbyła się w sierpniu 1982 roku w związku z przypadającą wtedy 600 rocznicą obecności obrazu Madonny na Jasnej Górze. Władze państwowe uznały, że wizyta w tym terminie w związku z napięciami w kraju jest nie wskazana i zapowiedziały, że wizyta może dojść do wniosku w roku następnym. Kościół zaproponował zatem by wizyta miała miejsce w maju aby Papież mógł wziąć udział w uroczystościach ku czci św. Stanisława, co spotkało się z odmową strony państwowej argumentującej, że św. Stanisław reprezentuje symbolicznie walkę między władzą kościelną a świecką. W sierpniu 1982 roku władze kościelne zażądały również od władz państwowych zgody na działanie kościelnej fundacji, która z pieniędzy pozyskanych na Zachodzie miała pomagać indywidualnemu rolnictwu w Polsce.
Reakcją prymasa Glempa na rozwiązanie „Solidarności” przez władze w październiku 1982 roku było demonstracyjne odwołanie wizyty w Rzymie na uroczystościach beatyfikacji Maksymiliana Kolbego. Z tego samego powodu Jan Paweł II odmówił przyjęcia delegacji władz PRL reprezentującej kraj na tych uroczystościach.
Po spotkaniu z gen. Jaruzelskim 7 listopada 1982 roku prymas Polski Józef Glemp tak mówił o sytuacji politycznej: „Kraj musi wzrastać przez spokój. Błędów władzy nie można naprawiać walką. Nadal uważam za wielki błąd władzy, że nie oddzieliła szlachetnej części „Solidarności” od radykalnego podziemia. Zlikwidowanie „Solidarności” powiększyło szeregi podziemia, a więc przejścia na ideę walki. Ideologia podziemia, inspirowana przez świeckie, o ile nie antykościelne środowiska Zachodu, pragnie kościół instrumentalizować. Mamy więc zjawisko wielkiej ewolucji „Solidarności”. Staje się grupą polityczną i podejmuje walkę z władzą i o władzę, stąd też sprawy związkowe schodzą na plan dalszy. Mamy także bardzo przykre świadectwa o Lechu Wałęsie. Są na pewno autentyczne, choć zdobycie tych wiadomości nie może być etyczne. Obawiam się nagłego rozczarowania społeczeństwa: partia zdradziła klasę robotniczą i „Solidarność” zdradziła ją także. W ogłoszonym po spotkaniu komunikacie stwierdzono: „Premier i Prymas dokonali przeglądu aktualnej sytuacji w kraju i wyrazili wspólną troskę o zachowanie i umocnienie spokoju i ładu społecznego oraz sumiennej pracy”.
W czerwcu 1983 roku, w okresie zawieszenia stanu wojennego miała miejsce pielgrzymka Jana Pawła II do Polski w trakcie której doszło do spotkań papieża zarówno z gen. Wojciechem Jaruzelskim, jak i prywatnie z Lechem Wałęsą.
19 października 1983 r. gen. Kiszczak spotkał się z arcybiskupem Dąbrowskim przekonując: „Jesteśmy gotowi rozmawiać z Kościołem. Macie przecież także rozsądnych ludzi, takich jak Siła – Nowicki, Olszewski, Wielowiejski, Chrzanowski, gdyby Ci chcieli się zaangażować.”.
W 1984 roku miał miejsce konflikt w szkole w Miętnem gdzie uczniowie zażądali wywieszenia krzyży w klasach. W tym też roku księża wstrzymali się od wzięcia udziału w wyborach do rad narodowych do których bojkotu wzywała podziemna „Solidarność”. W październiku 1984 roku oficerowie Służby Bezpieczeństwa zamordowali księdza Jerzego Popiełuszkę. W jego pogrzebie z ramienia rządu brał udział przewodniczący PAX Zenon Komender.
W maju 1986 roku doszło do spotkania Prymasa Glempa z członkiem BP PZPR Hieronimem Kubiakiem. Glemp zachęcając do kompromisu stwierdzał „Rozumiem, że nie można rozmawiać z Wałęsą, ale są przecież inni ludzie, bardzo różni i podzieleni. Brak rozmów i zbyt globalny stosunek do „Solidarności” ułatwia działanie skrajnej opozycji, bo wszyscy traktowani są tak samo”. Z powodu nie opowiadania się po żadnej ze stron kler katolicki stał się przedmiotem ataków zarówno ze strony rządowej, jak i zwolenników NSZZ Solidarność.
W czerwcu 1987 roku miała miejsce trzecia pielgrzymka Jana Pawła II do Polski. W trakcie tej pielgrzymki Papież dwukrotnie spotkał się z gen. Jaruzelskim z tym, że drugie spotkanie tuż przed wylotem na lotnisku w Warszawie odbyło się z inicjatywy strony kościelnej. Po wizycie Papieża przyspieszono prace nad normalizacją stosunków państwo – Kościół. Odmrożono pochodzący z 1983 roku projekt ustawy o wzajemnych relacjach opracowany przez Komisje Wspólną Rządu i Episkopatu. Stopniowo znoszono obostrzenia dotyczące posługi religijnej dla poszczególnych środowisk. Dotyczyło to m.in. duszpasterstwa więźniów i chorych w szpitalach. Zostały zliberalizowane przepisy dotyczące praktyk religijnych młodzieży na zorganizowanych koloniach i wakacjach, które przez długie lata były przyczyną konfliktów. Zostały na nowo uregulowane kwestie służby kapelanów wojskowych i dostępności praktyk religijnych dla żołnierzy. W roku 1988 objęto duchownych powszechnym systemem ubezpieczenia społecznego. Wyrażono zgodę na przyznanie praw kościelnych Państwowej Akademii Teologii Katolickiej.
W 1987 roku gen. Jaruzelski składając oficjalną wizytę w Rzymie został przyjęty na audiencji przez Jana Pawła II.
W 1989 roku PRL nawiązała pełne stosunki dyplomatyczne z Watykanem. W tym też roku w maju została uchwalona ustawa o stosunkach państwa z kościołem katolickim kończąc proces oficjalnego kompleksowego unormowania wzajemnych relacji.

### Od 1989
W 1989 Polska i Stolica Apostolska nawiązały stosunki dyplomatyczne: 17 lipca została ustanowiona nuncjatura apostolska w Polsce, natomiast w Watykanie utworzono ambasadę polską. W 1990 w publicznych szkołach podstawowych i średnich wprowadzono katechizację. Decyzję w tej sprawie podjął minister edukacji narodowej w sierpniu tegoż roku, a poprzedziło ją wezwanie Konferencji Episkopatu Polski z początku maja. Sprawa trafiła do Trybunału Konstytucyjnego, wedle którego nauczanie religii nie naruszało świeckości szkoły i neutralności państwa.  W 1991 w Toruniu powstało Radio Maryja. W latach 1991–2002 Jan Paweł II odbył do Polski 5 kolejnych podróży apostolskich: 51. (1991), 64. (1995), 78. (1997), 87. (1999), 98. (2002). W 1992 Jan Paweł II wydał bullę Totus Tuus Poloniae populus reformującą podział administracyjny Kościoła katolickiego w Polsce. W 1993 zawarty został konkordat między Stolicą Apostolską i Rzecząpospolitą Polską (ratyfikowany w 1998). W 1998 w Warszawie założona została Fundacja „Lux Veritatis”, której prezesem został o. Tadeusz Rydzyk; od 2003 fundacja jest operatorem Telewizji Trwam. W 1999 utworzono Uniwersytet Kardynała Stefana Wyszyńskiego w Warszawie. W 2002 rozpoczęto budowę Świątyni Opatrzności Bożej w Warszawie. W 2006 podróż apostolską do Polski odbył Benedykt XVI.
W 2019 w kontekście ujawnienia przypadków pedofilii popełnionych przez polskich duchownych katolickich dziennik „Gazeta Wyborcza” zarzucił grupie polskich biskupów ukrywanie tych przestępstw. Zarzuty dotyczą następujących biskupów: Alojzy Orszulik, Piotr Greger, Kazimierz Nycz, Ignacy Jeż, Henryk Gulbinowicz, Marian Gołębiewski, Jan Tyrawa, Edward Janiak, Sławoj Leszek Głódź, Stanisław Stefanek, Marian Przykucki, Zygmunt Kamiński, Andrzej Dzięga, Edmund Piszcz, Wojciech Ziemba, Józef Górzyński, Henryk Hoser, Marek Jędraszewski, Józef Michalik, Jan Wątroba, Tadeusz Gocłowski. Duży rezonans społeczny wywołały filmy dokumentalne na temat zjawiska pedofilii w Kościele w Polsce: „Tylko nie mów nikomu” (2019) i „Zabawa w chowanego” (2020) w reżyserii Tomasza Sekielskiego.

## Podział administracyjny

Podział administracyjny Kościoła katolickiego obrządku łacińskiego w Polsce od 2004

W Polsce istnieje 14 metropolii rzymskokatolickich. Metropolie są podzielone na 41 diecezji (w tym 14 archidiecezji). Diecezje są podzielone na 1057 dekanatów.
Metropolie rzymskokatolickie:
1. metropolia białostocka
2. metropolia częstochowska
3. metropolia gdańska
4. metropolia gnieźnieńska; patrz też: arcybiskupi gnieźnieńscy i prymasi Polski
5. metropolia katowicka
6. metropolia krakowska
7. metropolia lubelska
8. metropolia łódzka
9. metropolia poznańska
10. metropolia przemyska
11. metropolia szczecińsko-kamieńska
12. metropolia warmińska
13. metropolia warszawska
14. metropolia wrocławska

Metropolia greckokatolicka przemysko-warszawska obrządku bizantyjsko-ukraińskiego dzieli się na 1 archidiecezję i 2 diecezje.
Ordynariat wiernych obrządku ormiańskiego liczy 3 parafie.
Wierni obrządku bizantyjsko-słowiańskiego (neounickiego) należą do 1 parafii w Kostomłotach.

## Współczesna statystyka wiernych

### Dane Narodowego Spisu Powszechnego 2021
Zgodnie z najnowszymi danymi Narodowego Spisu Powszechnego GUS z 2021 roku przynależność do wyznania katolickiego deklaruje 27,1 mln osób (71,3% populacji Polski)

### Uczestnictwo w obrządkach
Badania statystyczne są prowadzone od 1980 roku. Od tego czasu systematycznie i stopniowo obserwowany jest spadek liczby osób uczestniczących w niedzielnej Mszy Św., w 2021 – 28,3% zobowiązanych wiernych.

### Ochrzczeni
Według statystyk z roku 2008 liczba mieszkańców Polski ochrzczonych w obrządku rzymskokatolickim wynosiła niemal 33,69 mln.
W 2011 roku liczba osób ochrzczonych przez polski Kościół katolicki, wynosząca 33 399 328, stanowiła 86,66% populacji Polski, szacowanej na 38 538 447 osób. Liczba ochrzczonych obejmuje również wszystkie osoby, które wystąpiły z Kościoła.
W roku 2017 według publikacji Głównego Urzędu Statystycznego: Rocznik statystyczny Rzeczypospolitej Polskiej 2017 Największą wspólnotę religijną w Polsce wciąż stanowił Kościół katolicki, który w roku 2017 obejmował około 32,91 mln ochrzczonych, co oznacza, że w obrządku rzymskokatolickim ochrzczonych było 87% mieszkańców Polski. liczba osób ochrzczonych w poszczególnych obrządkach (rytach) w 2017 roku wynosiła:
- łaciński (32 910 tys.),
- greckokatolicki (55 tys.),
- ormiański (670),
- neounicki (124)[1].

### Światopogląd
Według autodeklaracji respondentów CBOS w 2012 roku za katolików uważa się około 93,0% populacji, lecz światopogląd zaledwie 8% Polaków pokrywa się z doktryną Kościoła katolickiego. Wierzenia wielu Polaków cechuje bowiem daleko posunięta wybiórczość oraz synkretyzm, niektórzy włączają do swojego światopoglądu obok tradycyjnych pojęć katolickich również idee zaczerpnięte z religii niechrześcijańskich, takie jak np. wiara w reinkarnację (26%) lub przeznaczenie (66%). Według badań CBOS z 2012 roku 45% Polaków w sprawach wiary stosuje się do zaleceń Kościoła, 47% wierzy na swój sposób, a 6% deklaruje się jako niewierzący, niezdecydowani lub obojętni religijnie. W Polsce regularnie praktykuje około 40% wszystkich wierzących i jest to po Malcie najwyższy wskaźnik w Europie. Dla porównania w latach 80. praktykowało ponad 50%. Najmniej religijne są wspólnoty rzymskokatolickie w wielkich miastach. W Warszawie, Szczecinie i Łodzi do kościoła uczęszcza regularnie niecałe 20% członków wspólnot.
Badanie CBOS z listopada 2011 roku wykazało, że około 95% mieszkańców Polski deklaruje się jako katolicy. Jest to, po Malcie, nadal największy odsetek w Europie. Według Instytutu Statystyki Kościoła Katolickiego wierzący w Boga stanowią 80% ludności Polski (taki też jest wynik badania Eurobarometr 2010).
Według CBOS Kościołowi katolickiemu ufa 57% Polaków (sondaż CBOS z marca 2015 r. ujawnia podobny stopień zaufania, gdy pytano o główne prawdy wiary). Z badań przeprowadzonych przez ISKK wynika, że w 2016 roku w niedzielnej mszy świętej uczestniczyło średnio 36,7% zobowiązanych katolików (82% wszystkich wiernych co nie obejmuje dzieci do lat siedmiu, chorych i ludzi starszych o ograniczonych możliwościach poruszania się). Dla porównania w roku 2015 w niedzielnej mszy uczestniczyło 39,8% wszystkich wiernych. Natomiast komunię św. w 2016 przyjęło 16,1%, spadek o 1 punkt procentowy od 2015. Najwyższy wskaźnik uczestniczących we Mszy św. odnotowano w diecezjach: tarnowskiej (66,9%), rzeszowskiej (60,5%) i przemyskiej (56,4%). Najniższy zaś w diecezjach szczecińsko-kamieńskiej (22,7%), łódzkiej (23,4%) i koszalińsko-kołobrzeskiej (24,4%).

### Wystąpienia z Kościoła
W ciągu czterech lat (2006–2009) zarejestrowano w Polsce łączną liczbę 1057 aktów apostazji czyli oficjalnych wystąpień z Kościoła. Jednak już w samym roku 2010 zarejestrowano na terenie Polski 459 aktów apostazji.
Po skokowym wzroście aktów apostazji ISKK ogłosił, że „nie kontynuował prac badawczych aktów apostazji w Polsce” uzasadniając „stosunkowa niewielką skalą zjawiska”
Według nieoficjalnych źródeł rok 2020 był rekordowy pod tym względem. Tylko w archidiecezji krakowskiej średnio rocznie taki akt składało 50–60 osób, w 2019 r. było ich już 123, a w 2020 – 445 – wynika z danych krakowskiej kurii.
Od czasu zaniechania publikacji danych przez ISKK brak dostępu do oficjalnych wyników badań zjawiska po roku 2010. Zjawiskiem zajmuje się natomiast strona społeczna tj. konserwatywne media, m.in. wSieci, Więź, Prawy.pl i postępowi politycy. Posłanka Lewicy Joanna Scheuring-Wielgus, europoseł Wiosny Robert Biedroń oraz warszawska radna Agata Diduszko-Zyglewska w grudniu 2020 założyli stronę internetową LicznikApostazji.pl Zdaniem serwisu Prawy.pl akcja ma pokazać, ilu faktycznie ludzi odchodzi w Polsce od Kościoła. Do 4 lutego 2021 roku zgłosiło się 1813 osób, ale wiele wśród nich dokonało tego aktu jeszcze przed 2020 rokiem. Do 24 stycznia 2022 roku licznik apostazji wskazywał 3163 osoby. Inne dane wskazuje strona Mapa apostazji. Na dzień 13 stycznia 2022 było to 2277 osób

## Organizacje katolickie

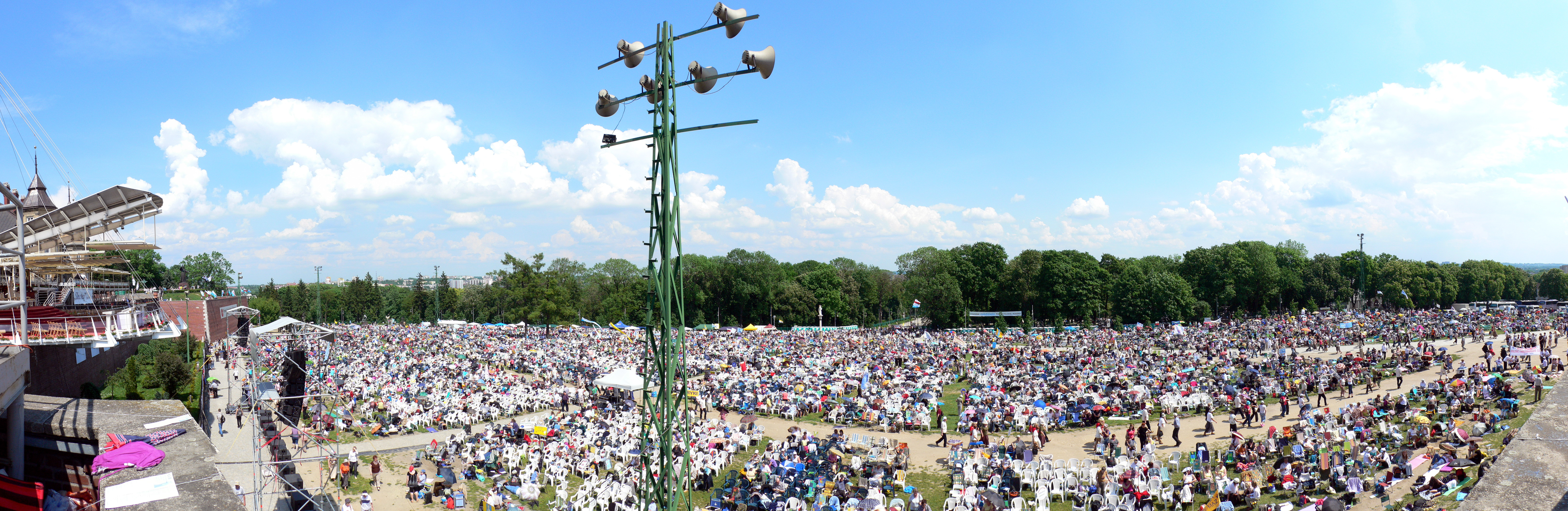
XVII Ogólnopolskie Czuwanie Odnowy w Duchu Świętym, Częstochowa 2011

Religijność i katolickość Polaków przejawia się także w przynależności do ruchów i wspólnot religijnych. W świetle badań w ruchy i stowarzyszenia katolickie angażuje się w Polsce około 2,5 mln wiernych, którzy należą do około 140 rozmaitych wspólnot formacyjnych i charytatywnych.
Do najbardziej znaczących grup należą:
- Akcja Katolicka – erygowana przez Episkopat Polski w 1996
- Droga Neokatechumenalna
- Domowy Kościół
- Klub Inteligencji Katolickiej
- Opus Dei – działające w Polsce od 1989
- Ruch Odnowy w Duchu Świętym
- Ruch Światło-Życie – założony przez ks. Franciszka Blachnickiego
- Wspólnota Życia Chrześcijańskiego – związana z zakonem jezuitów
- Żywy Różaniec
- Stowarzyszenie Harcerstwa Katolickiego „Zawisza” – ruch harcerski, którego głównym celem jest wzbudzanie w młodych ludziach wartości katolickich

W Polsce działają też liczne świeckie stowarzyszenia katolickie, jak np. Katolickie Stowarzyszenie Młodzieży czy Katolickie Stowarzyszenie Dziennikarzy.
Istnieją także Fundacje zajmujące się promocją wartości katolickich:
- Fundacja Dzieło Nowego Tysiąclecia, która ufundowała 2500 stypendiów[115] dla młodzieży szkolnej kierującej się w życiu nauczaniem Jana Pawła II;
- Fundacja Świętego Mikołaja, która pomaga m.in. rodzinnym domom dziecka, samotnym matkom, zajmuje się sytuacją matek w pracy.

## Inicjatywy katolików świeckich
Katolickie grupy świeckich podejmują wiele inicjatyw integrujących to środowisko i kształtujących ich wiarę. Do najbardziej znanych należą:
- Ogólnopolskie spotkanie młodzieży Lednica 2000 – gromadzące co roku ponad 50 tys. młodych ludzi[116]; oraz pokrewne inicjatywy, np. Lednica seniora czy Dom JP2
- Orszak Trzech Króli – organizowany 6 stycznia, który od 2011 r. jest dniem wolnym od pracy. W 2012 r. odbył się w 24 miastach Polski, a wzięło w nim udział ok. 100 tys. katolików[117]
- Piesze pielgrzymki na Jasną Górę – szacuje się, że w 2012 w 169 pielgrzymkach wzięło udział łącznie 103 tys. osób[118]
- Droga św. Jakuba – szlaki wytyczane przez polskich katolików, którymi pielgrzymi przemierzają do Santiago de Compostela
- Przystanek Jezus – trwający podczas Przystanku Woodstock, przyciągający ok. 1000 osób[119]
- Przeznaczeni.pl – portal dla katolików poszukujących znajomych (docelowo: małżonka), podzielających te same wartości. W serwisie zarejestrowało się 300 tys. osób, dzięki serwisowi zawarto ponad 1000 małżeństw[120].
- Misterium męki Pańskiej w Poznaniu – w 2012 misterium w Poznaniu obejrzało kilkadziesiąt tysięcy osób[121], a spektakl w Warszawie (wystawiony przez tych samych aktorów z Poznania): 30 tys.[122] Coraz większą popularność zdobywa także Misterium męki Pańskiej w Górze Kalwarii.
- Stowarzyszenie Harcerstwa Katolickiego „Zawisza” (tzw. Skauci Europy) – organizacja skautowa, licząca 5385 członków (2018)[123]
- Stowarzyszenie Kultury Chrześcijańskiej im. ks. Piotra Skargi – organizacja pozarządowa typu non profit łącząca katolików świeckich o poglądach konserwatywnych, która powstała w lipcu 1999 r. z inspiracji działających na świecie Stowarzyszeń Obrony Tradycji, Rodziny i Własności (TFP). Prowadzi aktywną działalność społeczną, edukacyjną i oświatową, organizując różne akcje takie jak, coroczny Marsz dla Życia i Rodziny, wykłady, spotkania i konferencje naukowe. Działa też na rynku wydawniczym: opublikowało jak dotąd kilkadziesiąt książek i wydaje dwa czasopisma: Polonia Christiana i Przymierze z Maryją. Stowarzyszenie finansowane jest dzięki dobrowolnym wpłatom i datkom ze strony darczyńców.
- Catholic Voices Polska – grupa świeckich katolików przygotowanych do mówienia w mediach o swej wierze[124]
- Tolle.pl – Klub Książki Katolickiej z Lublina[125]
- Akademia Familijna – kursy dla małżeństw, w których wzięło udział ok. 1300 par[126]
- Tygodnie Kultury Chrześcijańskiej – organizowane co roku w wielu miastach w Polsce, od 1975
- Rodzina Radia Maryja – związana z Radiem Maryja

## Media katolickie w Polsce

### Prasa katolicka
Najważniejsze tytuły:
- tygodniki:
  - Gość Niedzielny
  - Idziemy
  - Niedziela
  - Przewodnik Katolicki
- dzienniki:
  - Nasz Dziennik
- miesięczniki:
  - Króluj nam Chryste – ogólnopolskie pismo dla ministrantów, ok. 10 tys. nakładu
  - Rycerz Niepokalanej – ok. 120 tys. nakładu[127]
  - Znak
  - Więź
  - List – wydawany w Krakowie, ok. 15 tys. nakładu
  - Magazyn Familia (2008–2011) – wydawany przez Edycję Świętego Pawła, ok. 15 tys. nakładu
  - Nowe Życie – pismo Archidiecezji wrocławskiej
  - Przegląd Powszechny – wydawany przez jezuitów
  - W drodze – wydawany przez dominikanów
- dwumiesięczniki:
  - Miłujcie się! – wydawane przez Chrystusowców – nakład ok. 220 tys. egz.
  - Polonia Christiana – wydawane przez Stowarzyszenie Kultury Chrześcijańskiej im. ks. Piotra Skargi
  - Krzeszowska Pani – dwumiesięcznik Sanktuarium Matki Bożej Łaskawej w Krzeszowie
- kwartalniki:
  - Fronda – ok. 5 tys. nakładu
- roczniki:
  - Teologia Polityczna – ok. 2,1 tys. nakładu, wydawane przez Fundację Świętego Mikołaja
- ukazujące się nieregularnie:
  - 44 / Czterdzieści i Cztery

Prasa katolicka ma ok. 2 proc. udziałów w rynku.

### Radiowe stacje katolickie
Po 1989 roku katolickie rozgłośnie powstały w niemal wszystkich diecezjach. Ich słuchalność rzadko przekracza 2–3%. Większość stacji należących do diecezji uczestniczy w dwóch sieciach radiowych o charakterze ogólnopolskim, które powstały przy udziale kapitału zewnętrznego. Jest to Vox FM, skupiające 8 stacji diecezjalnych, oraz Radio Plus Polska Zachód, do którego należy 11 stacji. Najsilniejszą pozycję wśród polskich rozgłośni religijnych ma Radio Maryja.

### Internetowe portale katolickie
Najważniejsze z nich to:
- Deon.pl
- Katolicka Agencja Informacyjna – powstała w 1993 r., trzecia co do wielkości agencja religijna w Europie[114].
- opoka.org.pl
- Wiara.pl
- Fronda.pl
- pch24.pl

### Telewizja katolicka
Najważniejsze programy katolickie to:
- TV Trwam
- Religia.tv – zlikwidowany w styczniu 2015
- EWTN

W telewizji publicznej istnieje też pasmo zarezerwowane dla redakcji katolickiej. Prowadzą ją jezuici.

### Wydawnictwa katolickie

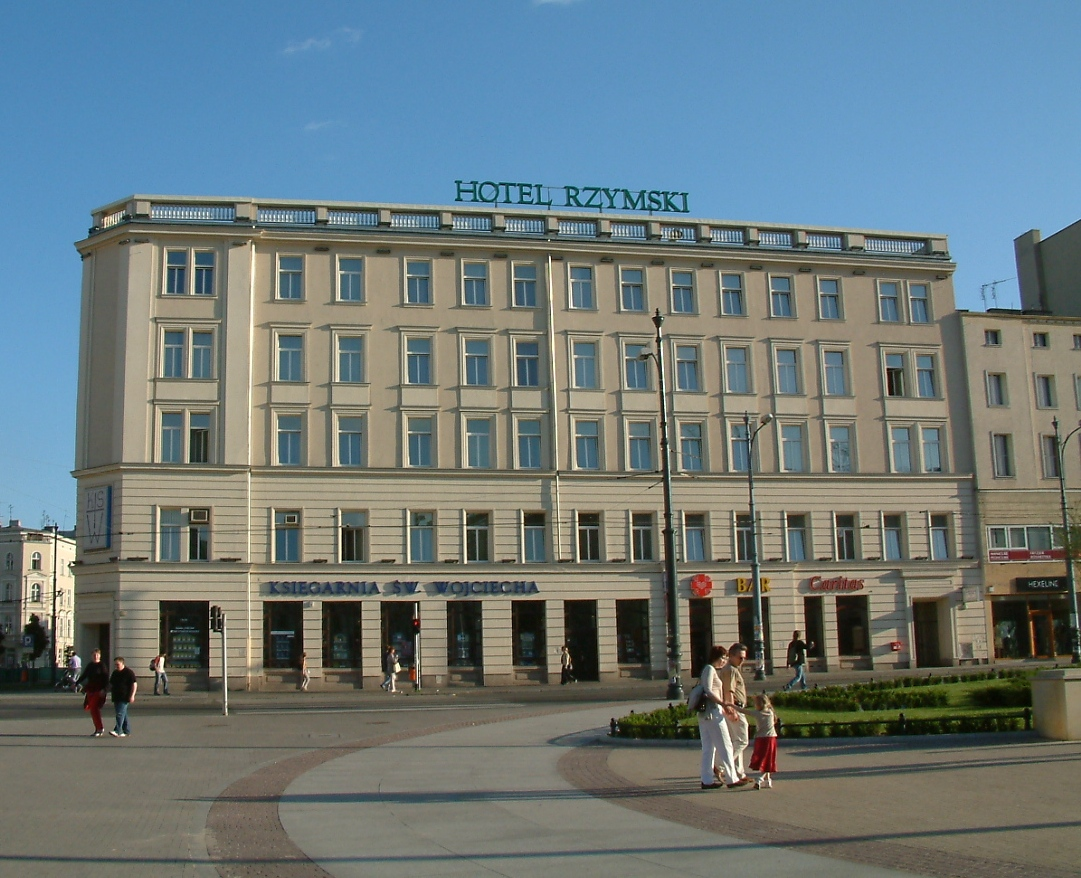
Siedziba Księgarni św. Wojciecha przy pl. Wolności 1 w Poznaniu

Od 1995 co roku w kwietniu odbywają się w Warszawie Targi Książki Katolickiej. W 2012 wzięło w nich udział niemal 140 wystawców, 50 autorów i 18 tys. odwiedzających. Podczas targów przyznawana jest branżowa nagroda Feniks.
Do najważniejszych wydawnictw wydających książki katolickie w Polsce należą:
| Nazwa                                                   | Rodzaj             | Miasto                | Podmiot prowadzący         |
| ------------------------------------------------------- | ------------------ | --------------------- | -------------------------- |
| Wydawnictwo WAM                                         | zakonne            | Kraków                | jezuici                    |
| Wydawnictwo św. Krzyża                                  | diecezjalne        | Opole                 | diecezja opolska           |
| Drukarnia i Księgarnia św. Wojciecha                    | diecezjalne        | Poznań                | archidiecezja poznańska    |
| Wydawnictwo Jedność                                     | diecezjalne        | Kielce                | diecezja kielecka          |
| Księgarnia św. Jacka                                    | diecezjalne        | Katowice              | archidiecezja katowicka    |
| Wydawnictwo św. Stanisława BM                           | diecezjalne        | Kraków                | archidiecezja krakowska    |
| Apostolicum i Pallottinum                               | zakonne            | Poznań                | pallotyni                  |
| Edycja Świętego Pawła                                   | zakonne            | Częstochowa           | pauliści                   |
| Wydawnictwo Księży Marianów                             | zakonne            | Warszawa              | marianie                   |
| Wydawnictwo Michalineum                                 | zakonne            | Kraków                | michalici                  |
| Wydawnictwo M                                           | inicjatywa świecka | Kraków                |                            |
| Dom wydawniczy RAFAEL                                   | zakonne            | Kraków                |                            |
| Oficyna Wydawnicza „Vocatio”                            | inicjatywa świecka | Warszawa              |                            |
| Tyniec Wydawnictwo Benedyktynów                         | zakonne            | Kraków                | benedyktyni                |
| W drodze                                                | zakonne            | Poznań                | dominikanie                |
| Wydawnictwo AA                                          | inicjatywa świecka | Kraków                |                            |
| Wydawnictwo Salezjańskie                                | zakonne            | Warszawa              | salezjanie                 |
| Wydawnictwo Światło Życie                               | wspólnotowe        | Warszawa              | Ruch Światło-Życie         |
| Wydawnictwo Uniwersytetu Kardynała Stefana Wyszyńskiego | uniwersyteckie     | Warszawa              | UKSW                       |
| Wydawnictwo KUL                                         | uniwersyteckie     | Lublin                | KUL                        |
| Wydawnictwo Znak                                        | inicjatywa świecka | Kraków                | Znak (miesięcznik)         |
| Wydawnictwo PETRUS                                      | inicjatywa świecka | Kraków                |                            |
| Wydawnictwo Salwator                                    | zakonne            | Kraków                | salwatorianie              |
| Verbinum                                                | zakonne            | Warszawa              | werbiści                   |
| Fronda                                                  | inicjatywa świecka | Warszawa              | Fronda.pl                  |
| Polwen                                                  | inicjatywa świecka | Radom                 |                            |
| Instytut Wydawniczy „Pax”                               | inicjatywa świecka | Warszawa              | Stowarzyszenie „Pax”       |
| Wydawnictwo Diecezjalne i Drukarnia w Sandomierzu       | diecezjalne        | Sandomierz            | diecezja sandomierska      |
| Włocławskie Wydawnictwo Diecezjalne                     | diecezjalne        | Włocławek             | diecezja włocławska        |
| Warmińskie Wydawnictwo Diecezjalne                      | diecezjalne        | Olsztyn               | archidiecezja warmińska    |
| Toruńskie Wydawnictwo Diecezjalne                       | diecezjalne        | Toruń                 | diecezja toruńska          |
| BIBLOS – Wydawnictwo Diecezji Tarnowskiej               | diecezjalne        | Tarnów                | diecezja tarnowska         |
| Bernardinum                                             | diecezjalne        | Pelplin               | diecezja pelplińska        |
| Franciszkańskie Wydawnictwo św. Antoniego               | zakonne            | Wrocław               | franciszkanie              |
| Wydawnictwo Franciszkanów „Bratni Zew”                  | zakonne            | Kraków                | franciszkanie konwentualni |
| Calvarianum                                             | zakonne            | Kalwaria Zebrzydowska | bernardyni                 |
| Serafin                                                 | zakonne            | Kraków                | kapucyni                   |
| eSPe                                                    | zakonne            | Kraków                | pijarzy                    |
| POMOC                                                   | zakonne            | Częstochowa           | Misjonarze Krwi Chrystusa  |

### Publicyści katoliccy

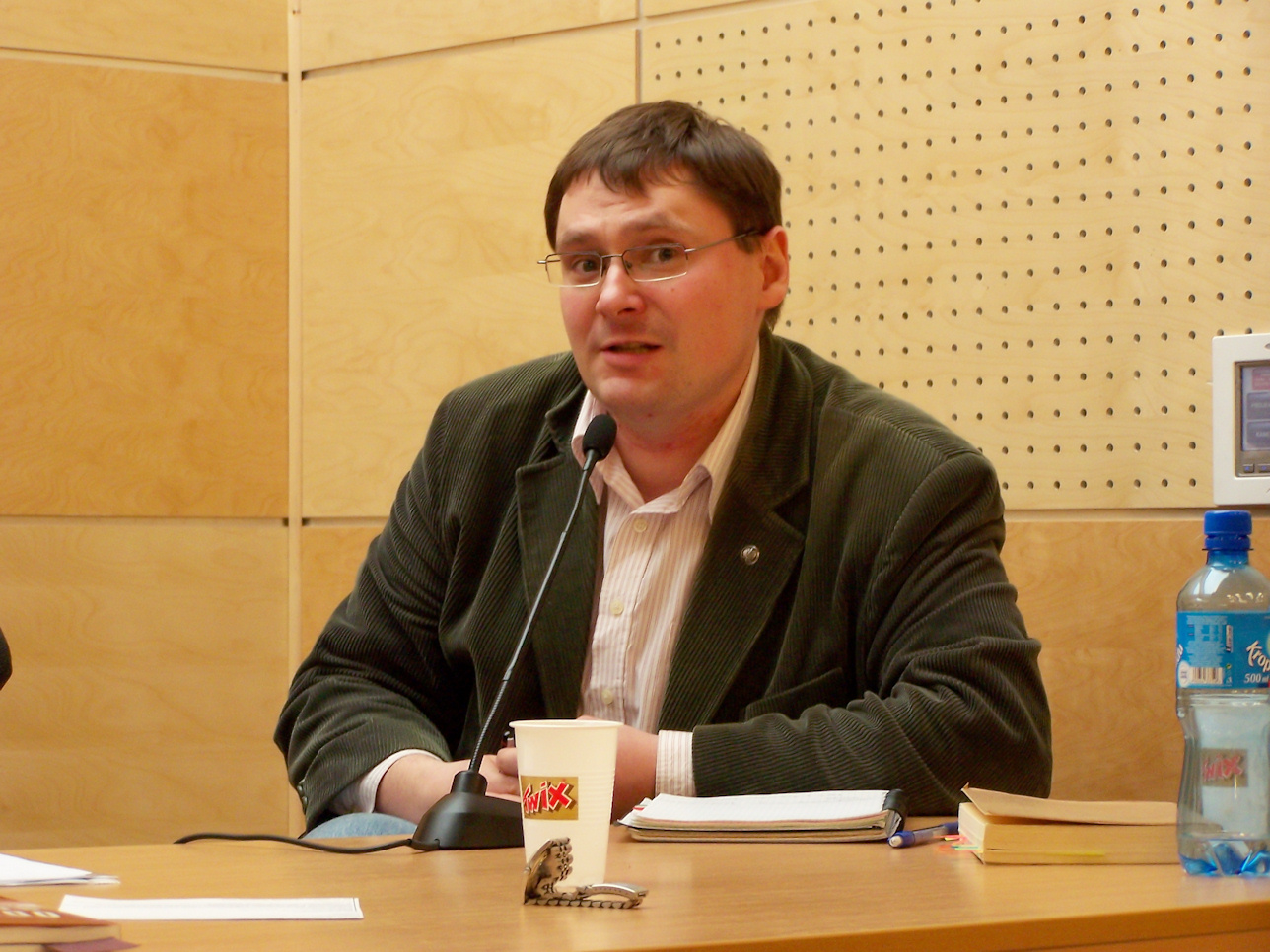
Tomasz Terlikowski

Oprócz licznych duchownych, także wielu świeckich pisze i mówi na tematy związane z wiarą Kościoła: zarówno do mediów katolickich, jak i świeckich. Są to m.in.:
- Grzegorz Górny
- Marek Horodniczy
- Dariusz Karłowicz
- Paweł Milcarek
- Zbigniew Nosowski
- Tomasz Terlikowski

### Muzyka chrześcijańska

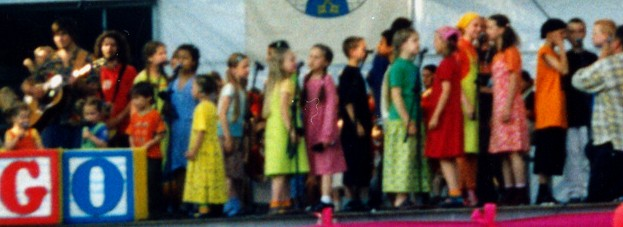
Arka Noego na koncercie w Poznaniu

Do znanych katolickich wykonawców muzyki chrześcijańskiej w Polsce należą: 2Tm2,3, Antonina Krzysztoń, Arka Noego, Anastasis, 40 synów i 30 wnuków jeżdżących na 70 oślętach. Ważnym wydarzeniem był Song of Songs Festival, który odbywał się w Toruniu.

## Kult katolicki w Polsce

### Święta katolickie
Wiele świąt katolickich w Polsce wrosło w kulturę kraju oraz jest obchodzonych jako dni wolne od pracy. Najważniejsze:
- 1 stycznia Bożej Rodzicielki Maryi (dawniej: Obrzezania Pańskiego)
- 6 stycznia Objawienie Pańskie, pot. Trzech Króli (do 1960 dzień wolny od pracy, ponownie od 2011)[129]
- 25 marca Zwiastowanie Pańskie
- Pierwsza niedziela po wiosennej pełni księżyca:Zmartwychwstanie Pańskie, pot. Wielkanoc (Niedziela wielkanocna, I Niedziela wielkanocna, Poniedziałek Wielkanocny) (2 dni wolne od pracy)
- Pierwsza niedziela po Wielkanocy:Niedziela Miłosierdzia Bożego, II Niedziela wielkanocna
- 23 kwietnia: Dzień św. Wojciecha (święto głównego patrona Polski)
- 3 maja Najświętszej Maryi Panny Królowej Polski (święto głównej patronki Polski)
- 8 maja Dzień św. Stanisława ze Szczepanowa (święto głównego patrona Polski)
- Zesłanie Ducha Świętego, pot. Zielone Święta lub Zielone Świątki – 50. dzień po Zmartwychwstaniu Chrystusa (VIII Niedziela wielkanocna), święto Kościoła obchodzone przez 2 dni (1. dzień wolny od pracy)
- Najświętszego Ciała i Krwi Pańskiej, pot. Boże Ciało – zawsze w czwartek, po Trójcy Świętej, na koniec maja lub w czerwcu, w 60 dni po Wielkiej Nocy (dzień wolny od pracy)
- 15 sierpnia Wniebowzięcie Najświętszej Maryi Panny, Matki Bożej (Boskiej) Zielnej (dzień wolny od pracy)
- Najświętszej Maryi Panny Częstochowskiej, Matki Boskiej Częstochowskiej
- 1 listopada Wszystkich Świętych (dzień wolny od pracy)
- 2 listopada Wszystkich wiernych zmarłych, pot. Dzień Zaduszny (uznawany przez chrześcijan za święto)[130]
- 25 grudnia Narodzenie Pańskie, pot. Boże Narodzenie (w Ustawie o dniach wolnych od pracy dni: 25 i 26 grudnia są dniami wolnymi od pracy w ramach świąt Bożego Narodzenia)

### Sanktuaria i kościoły

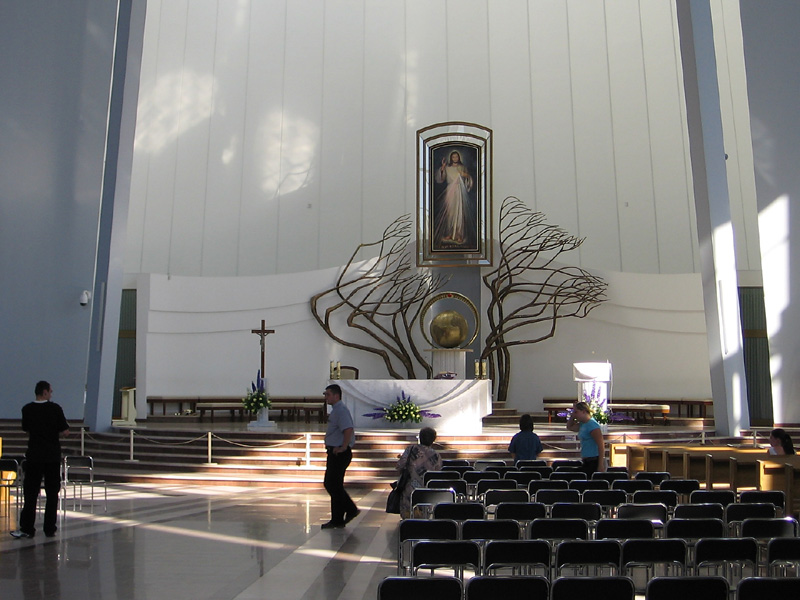
Sanktuarium Bożego Miłosierdzia w Krakowie-Łagiewnikach

Ważne miejsce na mapie polskiego katolicyzmu zajmują sanktuaria maryjne.
Najważniejsze z nich to:
- Jasna Góra (Częstochowa)
- Licheń
- Święta Lipka
- Sanktuarium maryjne w Ludźmierzu[131]

Z innych sanktuariów jednym z najczęściej odwiedzanych jest Sanktuarium Bożego Miłosierdzia w Krakowie-Łagiewnikach, związane z kultem Miłosierdzia Bożego na podstawie objawień z dzienniczka św. Faustyny.

### Polscy święci i błogosławieni

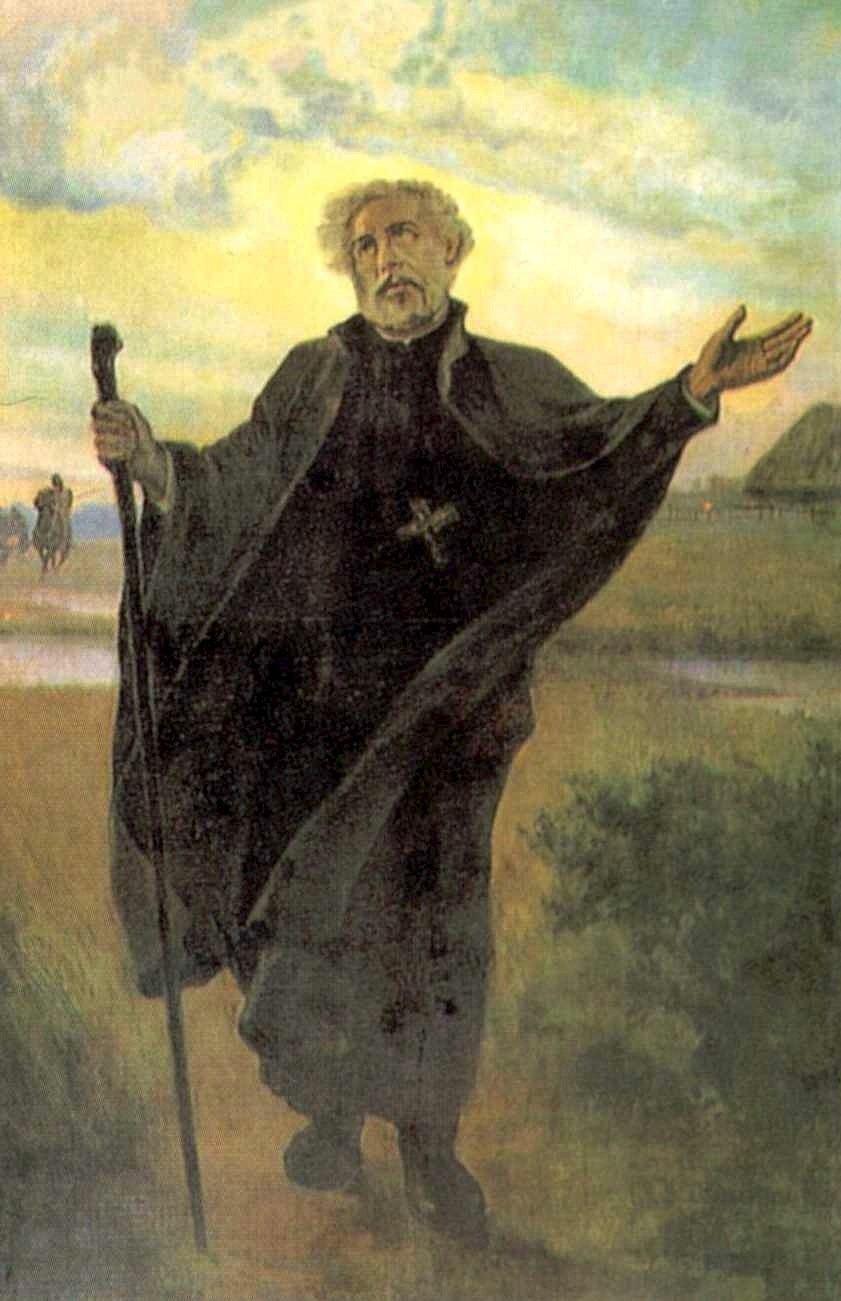
św. Andrzej Bobola

Z Polski pochodzi kilkuset świętych i błogosławionych. Czterech z nich zostało patronami Polski. Są to:
- Święty Wojciech – główny patron Polski
- św. Stanisław Biskup – główny patron Polski
- św. Stanisław Kostka
- św. Andrzej Bobola

Do bardziej znanych należą również:
- św. Królowa Jadwiga
- św. Faustyna Kowalska
- św. Albert Chmielowski
- św. Urszula Ledóchowska
- bł. Jerzy Popiełuszko
- św. Jan Paweł II
- św. Maksymilian Maria Kolbe

## Stosunki: Państwo – Kościół

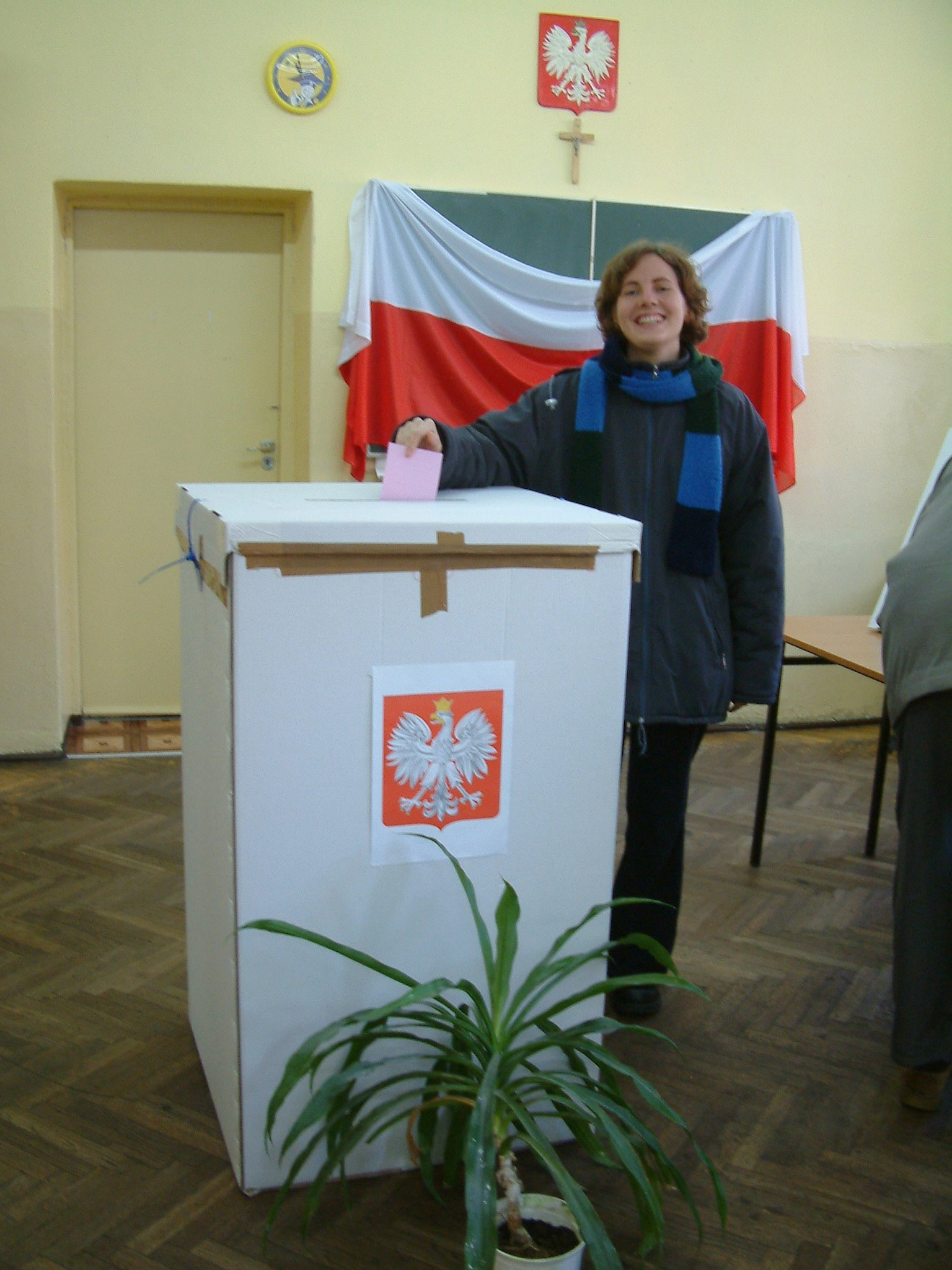
Krzyż pomiędzy symbolami państwowymi – flagą a godłem Rzeczypospolitej Polskiej w sali wyborczej. Druga tura wyborów samorządowych w Poznaniu
w 2006.

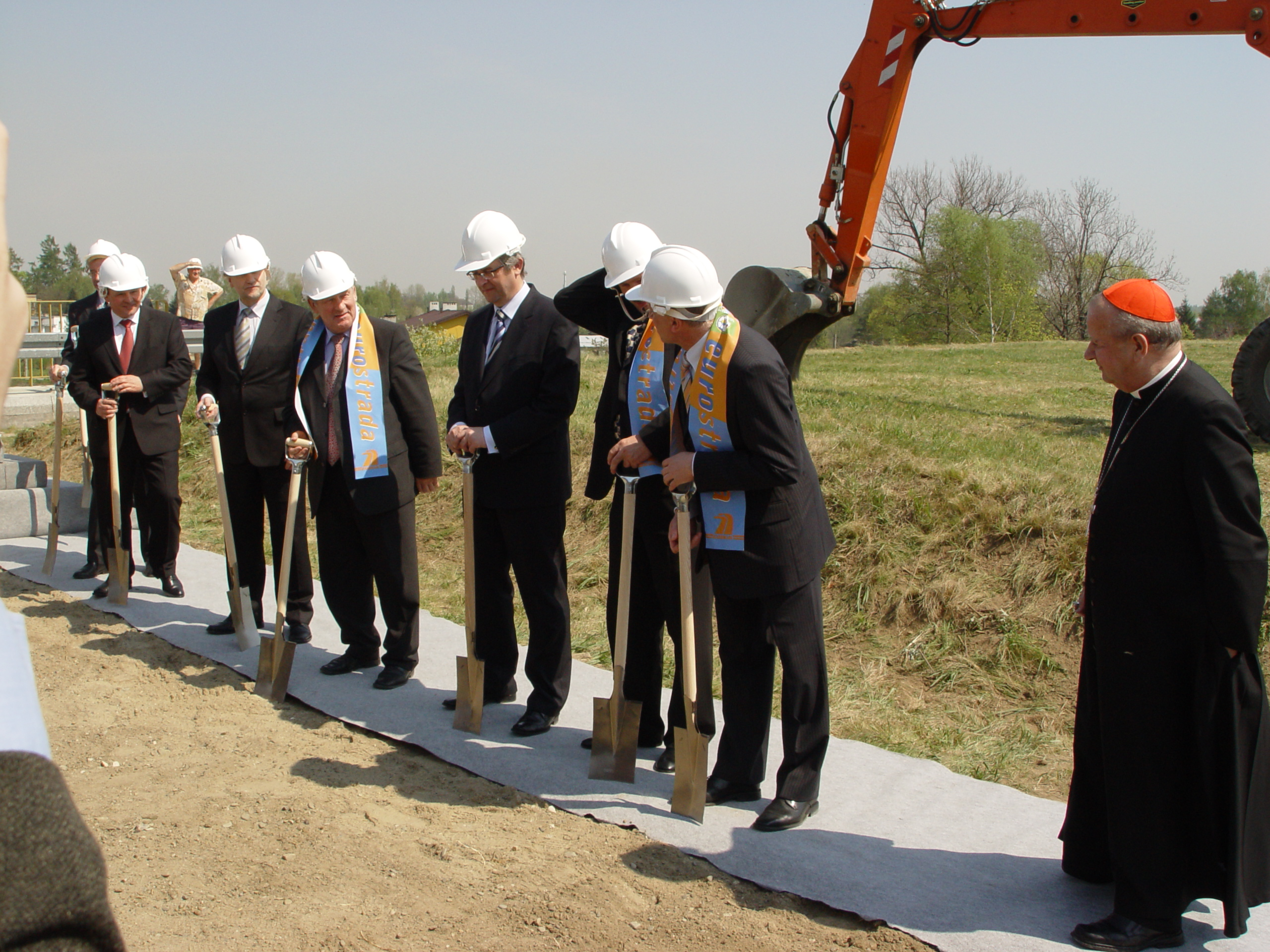
Kardynał Stanisław Dziwisz na rozpoczęciu budowy autostrady A4 (odcinek Kraków – Szarów)

Zgodnie z Konstytucją Rzeczypospolitej Polskiej z 1997 władze publiczne powinny zachowywać bezstronność w sprawach przekonań religijnych, światopoglądowych i filozoficznych, zapewniając swobodę ich wyrażania w życiu publicznym. Kościoły i inne związki wyznaniowe są równouprawnione, a stosunki między nimi a państwem są kształtowane na zasadach poszanowania ich autonomii oraz wzajemnej niezależności każdego w swoim zakresie, jak również współdziałania dla dobra człowieka i dobra wspólnego.
Roczna suma pieniędzy jaką Polska przeznacza na Kościół i prowadzone przez niego aktywności wynosi – według różnych szacunków – od 1 mld do 5 mld złotych.
Hierarchowie kościelni wnoszą apele do polskich parlamentarzystów pracujących przy zmianach prawodawstwa o zachowanie wartości chrześcijańskich w stosunku np. do kwestii związków partnerskich zapłodnienia pozaustrojowego, eutanazji czy aborcji. Ustawa o mediach zawiera przepisy o respektowaniu wartości chrześcijańskich. Konkordat z 1993 obliguje do dotowania uczelni katolickich i prowadzenia lekcji religii i rekolekcji. Część świąt katolickich jest w Polsce dniami wolnymi od pracy, spośród dni ustawowo wolnych od pracy – 9 z 13 ma charakter wyłącznie religijny. Duchowni są obecni na uroczystościach państwowych, a także w wojsku i służbie zdrowia jako kapelani. Uroczystości religijne są również odprawiane w dniu zaprzysiężenia prezydenta RP, z udziałem zaprzysiężonego prezydenta wraz z marszałkami sejmu, senatu i członkami rządu.
Przez organy państwowe wspomagany jest ruch pielgrzymkowy, a w szkołach, salach szpitalnych, urzędach i Sejmie znajdują się krucyfiksy, czasami portrety zmarłego papieża Jana Pawła II.
Kościół ma w Polsce również wiele przywilejów majątkowych, m.in. ulg podatkowych.
Patrz też:
- Konkordat między Stolicą Apostolską i Rzecząpospolitą Polską (1925)
- Konkordat między Stolicą Apostolską i Rzecząpospolitą Polską (1993)

## Stosunki: Kościół w Polsce – Stolica Apostolska

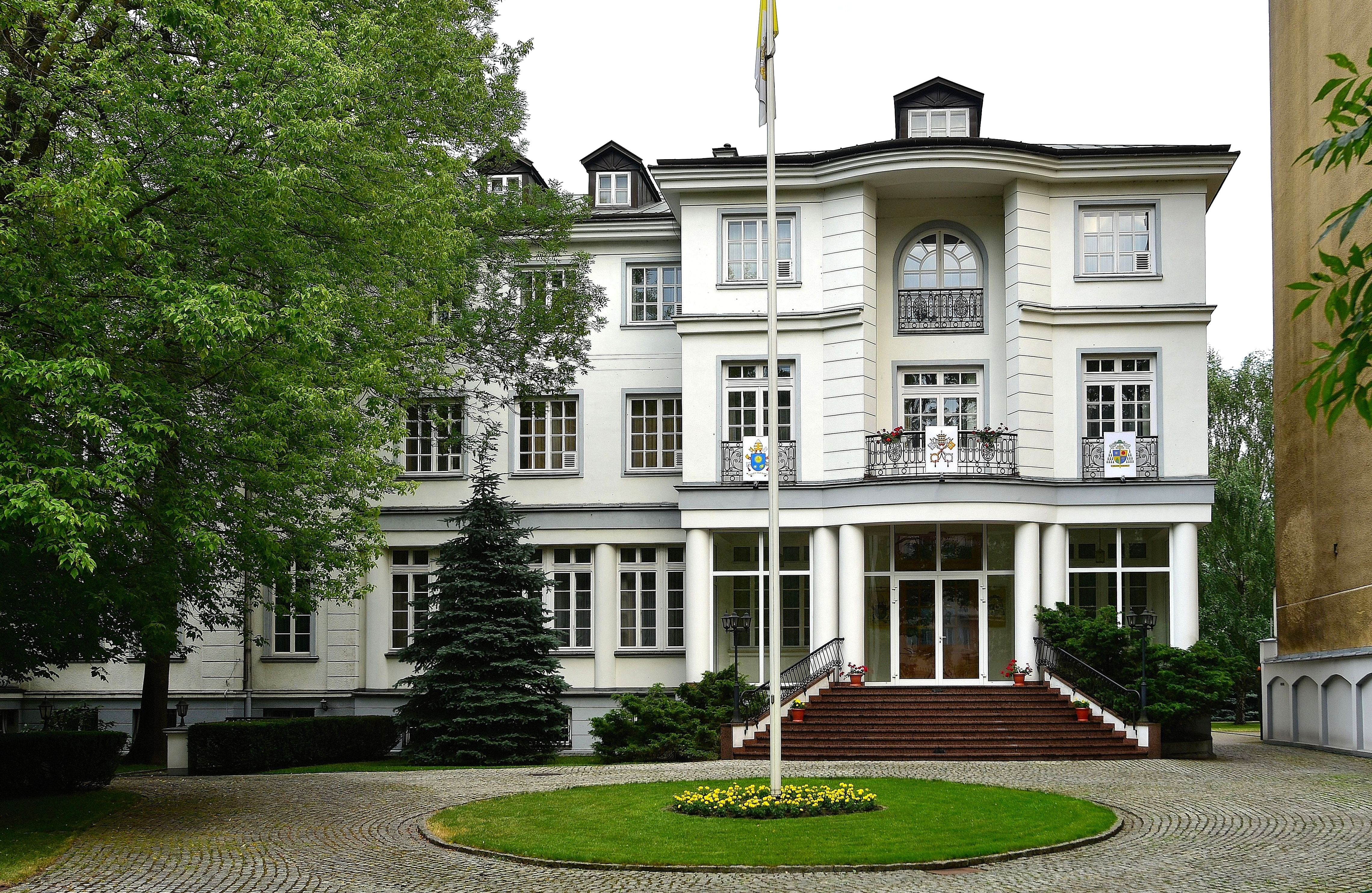
Siedziba Nuncjatury w al. Szucha 12 w Warszawie

Kościół katolicki w Polsce istnieje oficjalnie od zjazdu w Gnieźnie w 1000 roku, kiedy to Papież powołał pierwsze polskie diecezje. Od 1555 r. w Polsce urzędują nuncjusze apostolscy, którzy stanowią łącznik między krajem a Stolicą Apostolską. Nuncjuszem w Polsce był w latach 1919–1921 abp Ambrogio Damiano Achille Ratti, późniejszy Papież Pius XI. Od 2010 nuncjuszem był abp Celestino Migliore, który zastąpił na tym stanowisku abp. Józefa Kowalczyka. Od 3 listopada 2016 roku nuncjuszem w Polsce jest abp Salvatore Pennacchio mianowany 6 sierpnia 2016 roku przez papieża Franciszka.

## Misja społeczna

### Caritas
Najbardziej znaną instytucją charytatywną Kościoła w Polsce jest Caritas Polska, które udziela pomocy doraźnej i długofalowej, materialnej i finansowej osobom bezrobotnym, bezdomnym, chorym, starszym, dzieciom z rodzin ubogich, a także imigrantom i uchodźcom. Caritas udziela również pomocy humanitarnej ofiarom wojen, kataklizmów i nieszczęść naturalnych poza granicami Polski. W 2010 na realizację swych celów statutowych Caritas Polska wydała 188,1 mln zł. Dla porównania, WOŚP wydała w 2010 42,9 mln zł.

### Szkolnictwo katolickie
W 2004 roku Kościół prowadził:

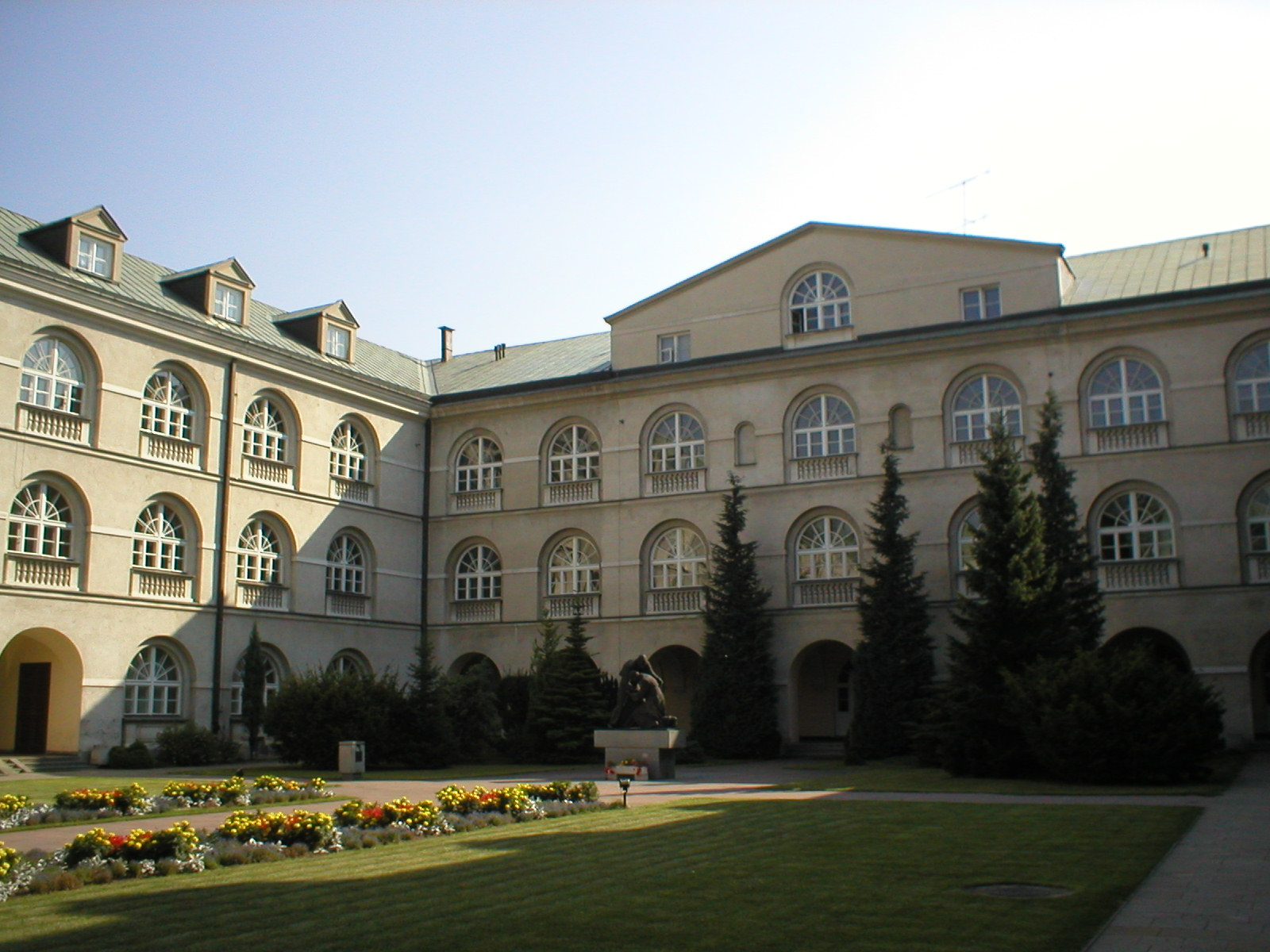
Dziedziniec Katolickiego Uniwersytetu Lubelskiego

- 1240 przedszkoli i szkół podstawowych (133 tys. uczniów),
- 417 szkół ponadpodstawowych (83 tys. uczniów),
- 69 szkół wyższych i uniwersytetów (100 tys. słuchaczy), m.in. KUL, UKSW, Uniwersytet Jana Pawła II, Bobolanum, Ignatianum; patrz też: Uczelnie teologiczne w Polsce[149][150].

### Opieka zdrowotna i społeczna
W 2004 roku Kościół prowadził:
- 33 szpitale,
- 244 ambulatoria,
- 267 domów starców i zakładów opieki,
- 538 sierocińców oraz domów opieki dla dzieci[149][150].

### Pomoc krajom trzeciego świata
Ponad 1,1 mln dolarów przekazali katolicy w Polsce w 2011 roku na projekty misyjne realizowane za pośrednictwem Papieskiego Dzieła Rozkrzewiania Wiary. Zebrane przez Polaków ofiary zostały przekazane do czterech krajów. Są nimi: Gambia, Liberia, Sierra Leone i Indonezja.

## Własność i finanse Kościoła

### Własność
Kościół w Polsce ma:
- 17 533 kościołów i kaplic,

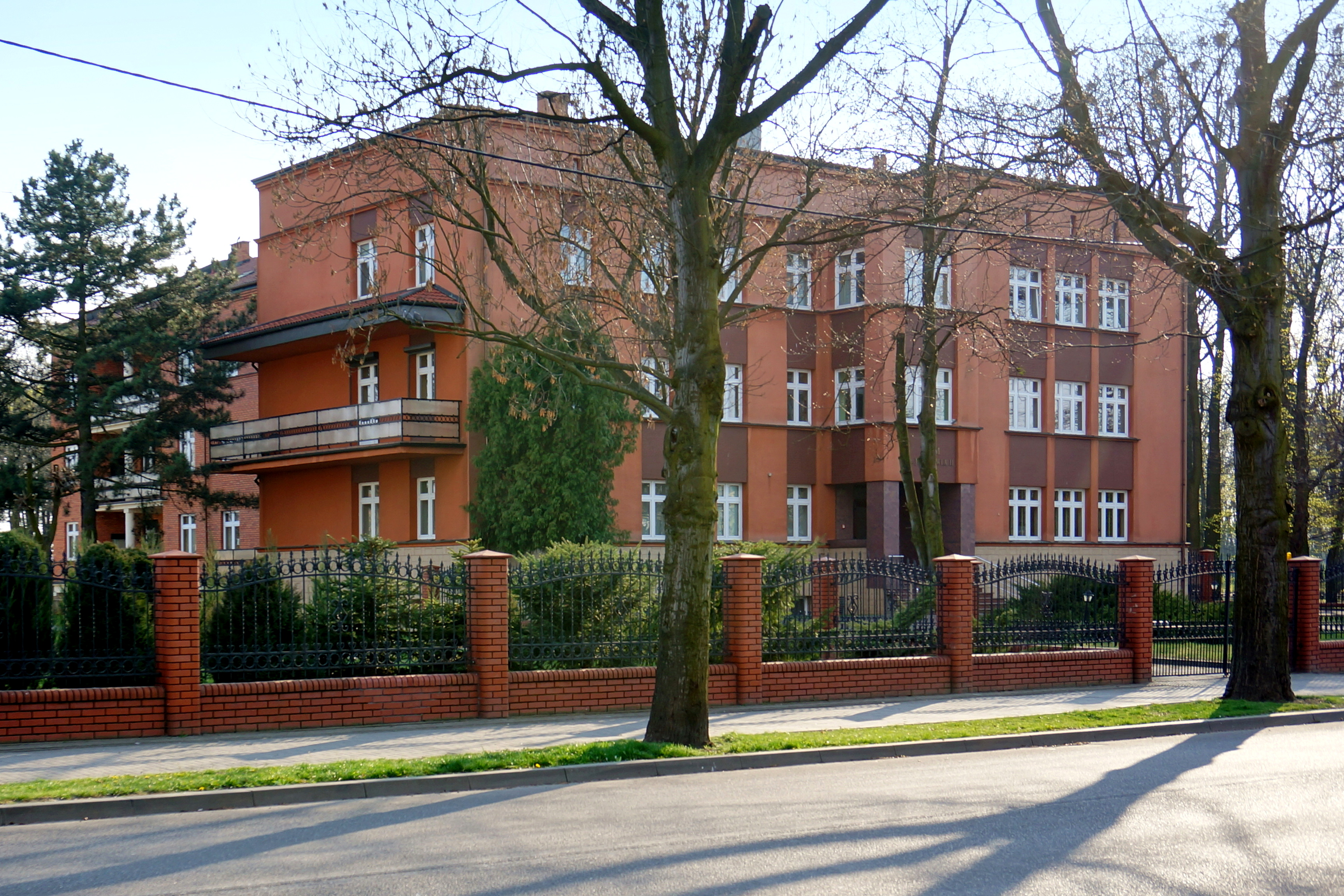
Dom Księży Emerytów im. Jana Pawła II w Ostrowie Wlkp.

- i ok. 160 tysięcy hektarów gruntów[150].

### Finanse
Kard. Kazimierz Nycz w maju 2013 podał, że roczne wydatki Kościoła w Polsce wynoszą ok. 8 mld zł, przy czym z „ofiar ludzkich na tacę” Kościół uzyskuje co roku ponad 6 mld zł a od państwa ok. 2 mld zł. Państwo współfinansuje m.in. szkoły katolickie, kościelne zabytki sakralne, duszpasterstwa w służbach mundurowych, więziennictwie i szpitalach oraz naukę religii w szkołach publicznych (w tym uposażenie katechetów szkolnych). W 2015 nakłady w tym zakresie wyniosły ok. 2 mld zł, zaś w 2018 przekraczały 1,8 mld zł (nie uwzględnia się tutaj niektórych dotacji, np. na instytucje kierowane przez Tadeusza Rydzyka).

### Prace Komisji majątkowej
Według niepełnych danych sporządzonych przez stronę kościelną w drugiej połowie lat 50., 19 z 25 wówczas istniejących diecezji utraciły:
- 91 tys. ha ziemi i lasów,
- 2203 budynki, w tym:
  - 60 szkół i przedszkoli,
  - 15 szpitali i sanatoriów,
  - 550 domów katechetycznych, parafialnych i rekolekcyjnych,
  - 901 budynków mieszkalnych,

a zakony utraciły:
- 17 tys. ha ziemi,
- 807 budynków niegospodarczych w całości i 381 budynków niegospodarczych w części,
- 318 innych nieruchomości,
- 278 miejsc kultu.

Łączne straty Kościoła wyniosły 155 tys. ha gruntów.
Komisja majątkowa przekazała tytułem zwrotu lub jako mienie zastępcze za dobra przejęte wcześniej przez Państwo kościelnym osobom prawnym:
- ponad pół tysiąca nieruchomości[156] o łącznym obszarze 65 537,9704 hektarów i wartości ok. 5 mld zł[157]
- rekompensatę i odszkodowania w wysokości 143 534 231,41 zł[158]. Placówki oświatowe Kościoła są dotowane przez państwo lub placówki samorządu terytorialnego w przypadkach i na zasadach określonych przez odpowiednie ustawy[159].

### Fundusz Kościelny
W związku z przejęciem przez Państwo w 1950 r. tzw. dóbr martwej ręki utworzono Fundusz Kościelny, który finansuje składki na ubezpieczenia społeczne duchownych różnych wyznań, jeżeli nie są za nich opłacane składki z innych tytułów. W 2018 z Funduszu finansowano także remonty obiektów sakralnych o wartości zabytkowej oraz działalność opiekuńczo-charytatywną kościołów i innych związków wyznaniowych.

## Duchowieństwo

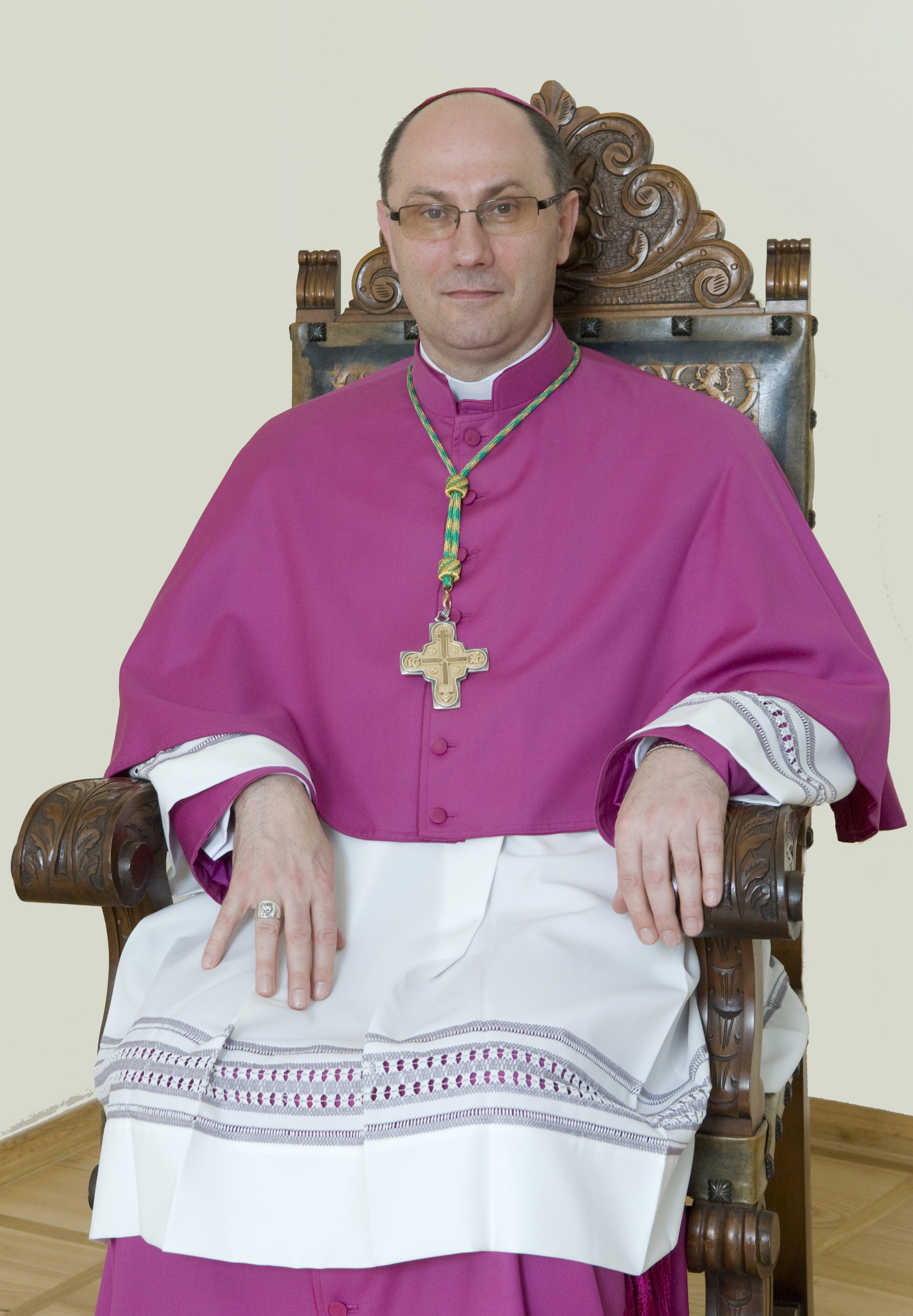
Abp Wojciech Polak

Od 7 czerwca 2014 Prymasem Polski jest abp Wojciech Polak.
Duchowni rzymskokatoliccy w Polsce to:
- 133 biskupów,
- 22,2 tys. księży diecezjalnych,
- 6,3 tys. księży zakonnych,
- 31 diakonów stałych[162],
- 23,3 tys. sióstr zakonnych,
- 1,5 tys. braci zakonnych,

działających w 10 263 parafiach.
W Polsce istnieje łącznie ok. 50 seminariów duchownych, w których klerycy przygotowują się do przyjęcia święceń kapłańskich. W 2003 roku w Polsce było 6,4 tys. kleryków, w 2011 roku – 3,2 tys., a w 2021 roku – 1,3 tys. Liczba wyświęcanych księży diecezjalnych w latach 2013–2017 wynosi odpowiednio: 401, 355, 329, 334 i 323, w 2022 roku – 217.
Patrz też:
- Polscy biskupi katoliccy
- Diakonat stały w Polsce

## Kościoły katolickie w Polsce nieuznające zwierzchnictwa papieża
Kościół Katolicki w Rzeczypospolitej Polskiej jest największą z katolickich wspólnot wyznaniowych w Polsce.
W Polsce działają także inne Kościoły odwołujące się w swojej nazwie i teologii do katolicyzmu, lecz nieuznające zwierzchnictwa papieża, jak np.:
- Kościół Polskokatolicki w RP,
- Kościół Starokatolicki w RP,
- Kościół Starokatolicki Mariawitów w RP,
- Kościół Katolicki Mariawitów w RP,
- Polski Narodowy Katolicki Kościół w RP.